# Lista odcinków serialu Nie z tego świata (2005)
Poniżej znajduje się lista odcinków serialu Nie z tego świata.

## Przegląd sezonów
| Sezon | Sezon | Odcinki | Odcinki             | Pierwsza emisja      | Pierwsza emisja  | Pierwsza emisja | Pierwsza emisja   | Pierwsza emisja  | Pierwsza emisja           |
| Sezon | Sezon | Odcinki | Odcinki             | Premiera sezonu      | Finał sezonu     | Dystrybucja     | Premiera sezonu   | Finał sezonu     | Dystrybucja               |
| ----- | ----- | ------- | ------------------- | -------------------- | ---------------- | --------------- | ----------------- | ---------------- | ------------------------- |
|       | 1     | 22      | 22                  | 13 września 2005     | 4 maja 2006      | The WB          | 20 listopada 2006 | 10 września 2007 | TVN                       |
|       | 2     | 22      | 22                  | 28 sierpnia 2006     | 17 maja 2007     | The CW          | 6 września 2007   | 12 lutego 2008   | TVN7                      |
|       | 3     | 16      | 16                  | 4 października 2007  | 15 maja 2008     | The CW          | 11 maja 2009      | 1 czerwca 2009   | TVN7                      |
|       | 4     | 22      | 22                  | 18 września 2008     | 14 maja 2009     | The CW          | 12 lutego 2010    | 9 lipca 2010     | TVN7                      |
|       | 5     | 22      | 22                  | 10 września 2009     | 13 maja 2010     | The CW          | 14 września 2017  | 19 lutego 2018   | TVN7                      |
|       | 6     | 22      | 22                  | 24 września 2010     | 20 maja 2011     | The CW          | 15 grudnia 2019   | 15 grudnia 2019  | Amazon Prime Video Polska |
|       | 7     | 23      | 23                  | 23 września 2011     | 18 maja 2012     | The CW          | 15 grudnia 2019   | 15 grudnia 2019  | Amazon Prime Video Polska |
|       | 8     | 23      | 23                  | 3 października 2012  | 15 maja 2013     | The CW          | 15 grudnia 2019   | 15 grudnia 2019  | Amazon Prime Video Polska |
|       | 9     | 23      | 23                  | 8 października 2013  | 20 maja 2014     | The CW          | 15 grudnia 2019   | 15 grudnia 2019  | Amazon Prime Video Polska |
|       | 10    | 23      | 23                  | 7 października 2014  | 20 maja 2015     | The CW          | 15 grudnia 2019   | 15 grudnia 2019  | Amazon Prime Video Polska |
|       | 11    | 23      | 23                  | 7 października 2015  | 25 maja 2016     | The CW          | 15 grudnia 2019   | 15 grudnia 2019  | Amazon Prime Video Polska |
|       | 12    | 23      | 23                  | 13 października 2016 | 18 maja 2017     | The CW          | 15 grudnia 2019   | 15 grudnia 2019  | Amazon Prime Video Polska |
|       | 13    | 23      | 23                  | 12 października 2017 | 18 maja 2018     | The CW          | 15 grudnia 2019   | 15 grudnia 2019  | Amazon Prime Video Polska |
|       | 14    | 20      | 20                  | 11 października 2018 | 26 kwietnia 2019 | The CW          | 15 grudnia 2019   | 15 grudnia 2019  | Amazon Prime Video Polska |
|       | 15    | 20      | 13                  | 10 października 2019 | 23 marca 2020    | The CW          | 15 lipca 2020     | 15 lipca 2020    | Amazon Prime Video Polska |
| 7     | 15    | 20      | 8 października 2020 | 19 listopada 2020    | 16 grudnia 2020  | 16 grudnia 2020 |                   |                  | Amazon Prime Video Polska |

## Seria pierwsza (2005–2006)
| 1 | 1  | Pilot                 | Kobieta w bieliPilot                                                               | David Nutter          | Eric Kripke                                    | 13 września 2005     | 20 listopada 2006 |
| Sam Winchester już niedługo kończy Uniwersytet w Stanford i ma wielkie plany na przyszłość – zamierza kontynuować naukę w jednej z najlepszych szkół prawniczych w kraju. Czeka go rozmowa kwalifikacyjna, lecz wtedy pojawia się jego brat Dean Winchester, z którym nie widział się od czasu rozpoczęcia nauki w Stanford. Jest środek nocy i Dean przyszedł prosić Sama o pomoc – ich ojciec, John Winchester wybrał się na „polowanie” i nie dał znaku życia od paru dni. Sam postanawia pomóc bratu szukać ojca, zostawia na weekend dziewczynę, Jessicę i wyrusza z bratem na krótkie poszukiwanie, gdyż na początku tygodnia czeka go rozmowa kwalifikacyjna. Bracia wyruszają do Jericho, gdzie znikali od jakiegoś czasu niezamężni mężczyźni, i rozpoczynają śledztwo, gdyż to właśnie tam znaleźli ślady po ojcu, który najwyraźniej pracował nad tą samą sprawą. Duch, jakiego napotkali okazał się być kobietą w bieli, która mordowała niewiernych mężczyzn. Sam i Dean zakończyli dochodzenie, ale nie znaleźli Johna. Wedle umowy Sam wrócił do domu, gdzie po chwili ‘coś’ zamordowało, jego dziewczynę, Jessicę w ten sam sposób, co jego matkę – Mary Winchester. Zdruzgotany Sam postanawia nie spocząć, dopóki nie dorwie mordercy swojej matki i dziewczyny – zostawia swoje ułożone życie za sobą i wyrusza z Deanem na poszukiwania... |    |                       |                                                                                    |                       |                                                |                      |                   |
| 2 | 2  | Wendigo               | Wendigo                                                                            | David Nutter          | Ron Milbauer, Terri Hughes Burton, Eric Kripke | 20 września 2005     | 28 listopada 2006 |
| W lasach stanu Kolorado giną turyści. Sam i Dean wkrótce odkrywają, że mają do czynienia z Wendigo – straszydłem z indiańskich legend. Wendigo było kiedyś człowiekiem, który dopuścił się zbrodni kanibalizmu i za karę do końca świata musi przemierzać ziemię jako potworna istota obdarzona nadludzką siłą. |    |                       |                                                                                    |                       |                                                |                      |                   |
| 3 | 3  | Dead in the Water     | Trup w wodzieTajemnica jeziora                                                     | Kim Manners           | Sera Gamble, Raelle Tucker                     | 27 września 2005     | 5 grudnia 2006    |
| 4 | 4  | Phantom Traveller     | Tajemniczy podróżnikUpiorny pasażer                                                | Robert Singer         | Richard Hatem                                  | 4 października 2005  | 12 grudnia 2006   |
| 5 | 5  | Bloody Mary           | Krwawa Mary                                                                        | Peter Ellis           | Eric Kripke, Ron Milbauer, Terri Hughes Burton | 11 października 2005 | 19 grudnia 2006   |
| 6 | 6  | Skin                  | Skóra                                                                              | Robert Duncan McNeill | John Shiban                                    | 18 października 2005 | 14 lutego 2007    |
| 7 | 7  | Hook Man              | Człowiek z hakiem                                                                  | David Jackson         | John Shiban                                    | 25 października 2005 | 21 lutego 2007    |
| 8 | 8  | Bugs                  | Robale                                                                             | Kim Manners           | Rachel Nave, Bill Coakley                      | 8 listopada 2005     | 28 lutego 2007    |
| 9 | 9  | Home                  | Dom                                                                                | Ken Girotti           | Eric Kripke                                    | 15 listopada 2005    | 7 marca 2007      |
| 10 | 10 | Asylum                | Szpital psychiatrycznySzpital dla obłąkanych                                       | Guy Bee               | Richard Hatem                                  | 22 listopada 2005    | 14 marca 2007     |
| 11 | 11 | Scarecrow             | Strach na wróble                                                                   | Kim Manners           | Patrick Sean Smith, John Shiban                | 10 stycznia 2006     | 12 czerwca 2007   |
| 12 | 12 | Faith                 | Wiara                                                                              | Allan Kroeker         | Sera Gamble, Raelle Tucker                     | 17 stycznia 2006     | 19 czerwca 2007   |
| 13 | 13 | Route 666             | Droga nr 666Trasa 666                                                              | Paul Shapiro          | Brad Buckner, Eugenie Ross-Leming              | 31 stycznia 2006     | 26 czerwca 2007   |
| 14 | 14 | Nightmare             | KoszmarKoszmarny sen                                                               | Phil Sgriccia         | Sera Gamble, Raelle Tucker                     | 7 lutego 2006        | 3 lipca 2007      |
| 15 | 15 | The Benders           | BendersiKrwawa rodzinkaRodzinka                                                    | Peter Ellis           | John Shiban                                    | 14 lutego 2006       | 10 lipca 2007     |
| 16 | 16 | Shadow                | Cień                                                                               | Kim Manners           | Eric Kripke                                    | 28 lutego 2006       | 17 lipca 2007     |
| 17 | 17 | Hell House            | Piekielny dom                                                                      | Chris Long            | Trey Callaway                                  | 30 marca 2006        | 24 lipca 2007     |
| 18 | 18 | Something Wicked      | Coś niedobregoZła wiedźmaStraszydło                                                | Whitney Ransick       | Daniel Knauf                                   | 6 kwietnia 2006      | 14 sierpnia 2007  |
| 19 | 19 | Provenance            | PochodzenieProweniencja                                                            | Phil Sgriccia         | David Ehrman                                   | 13 kwietnia 2006     | 21 sierpnia 2007  |
| 20 | 20 | Dead Man’s Blood      | Krew umarlakaKrew nieboszczykaTrupia krew                                          | Tony Wharmby          | Cathryn Humphris, John Shiban                  | 20 kwietnia 2006     | 28 sierpnia 2007  |
| 21 | 21 | Salvation (Part 1)    | Zbawienie (Część 1)                                                                | Robert Singer         | Sera Gamble, Raelle Tucker                     | 27 kwietnia 2006     | 3 września 2007   |
| 22 | 22 | Devil’s Trap (Part 2) | Diabelska pułapka (Część 2)Zasadzka na demona (Część 2)Pułapka na demony (Część 2) | Kim Manners           | Eric Kripke                                    | 4 maja 2006          | 10 września 2007  |

1. 1 2 3 4 5 6 7 8 9 10 11  Tytuł opracowany przez ITI Film Studio na zlecenie TVN.
2. 1 2 3 4 5 6 7 8 9 10 11  Tytuł opracowany przez Master Film dla Amazon Prime Video Polska.
3. 1 2 3 4 5 6 7 8 9 10 11  Tytuł opracowany przez HBO Max.

## Seria druga (2006–2007)
| №  | Nr | Tytuł                                    | Tytuł polski                                                            | Reżyseria       | Scenariusz                    | Premiera (The CW)    | Premiera w Polsce (TVN7) |
| -- | -- | ---------------------------------------- | ----------------------------------------------------------------------- | --------------- | ----------------------------- | -------------------- | ------------------------ |
| 23 | 1  | In My Time of Dying                      | W czasie mojego umieraniaGdy przyjdzie mi odejść                        | Kim Manners     | Eric Kripke                   | 28 sierpnia 2006     | 6 września 2007          |
| 24 | 2  | Everybody Loves a Clown                  | Wszyscy kochają klownaWszyscy lubią klauny                              | Phil Sgriccia   | John Shiban                   | 5 września 2006      | 13 września 2007         |
| 25 | 3  | Bloodlust                                | Żądza krwi                                                              | Robert Singer   | Sera Gamble                   | 12 września 2006     | 20 września 2007         |
| 26 | 4  | Children Shouldn’t Play With Dead Things | Dzieci nie powinny bawić się tym, co martweNieładnie bawić się zwłokami | Kim Manners     | Raelle Tucker                 | 19 września 2006     | 27 września 2007         |
| 27 | 5  | Simon Said                               | Szymon mówiSimon kazał                                                  | Tim Lacofano    | Ben Edlund                    | 26 września 2006     | 4 października 2007      |
| 28 | 6  | No Exit                                  | Bez wyjścia                                                             | Kim Manners     | Matt Witten                   | 2 października 2006  | 11 października 2007     |
| 29 | 7  | The Usual Suspects                       | Typowi podejrzaniCi co zwykle                                           | Mike Rohl       | Cathryn Humphris              | 9 października 2006  | 18 października 2007     |
| 30 | 8  | Crossroad Blues                          | Bluesowe rozdrożeBlues na rozdrożu                                      | Steve Boyum     | Sera Gamble                   | 16 października 2006 | 25 października 2007     |
| 31 | 9  | Croatoan                                 | CroatoanKroatan                                                         | Robert Singer   | John Shiban                   | 7 grudnia 2006       | 1 listopada 2007         |
| 32 | 10 | Hunted                                   | ZwierzynaTropieni                                                       | Rachel Talalay  | Raelle Tucker                 | 11 stycznia 2007     | 8 listopada 2007         |
| 33 | 11 | Playthings                               | ZabawkiZabaweczki                                                       | Charles Beeson  | Matt Witten                   | 18 stycznia 2007     | 15 listopada 2007        |
| 34 | 12 | Nightshifter                             | Nocny zmiennikNocna zmiana                                              | Phil Sgriccia   | Ben Edlund                    | 25 stycznia 2007     | 22 listopada 2007        |
| 35 | 13 | Houses of the Holy                       | Domy Boże                                                               | Kim Manners     | Sera Gamble                   | 1 lutego 2007        | 29 listopada 2007        |
| 36 | 14 | Born Under a Bad Sign                    | Urodzony pod ciemną gwiazdąSpod ciemnej gwiazdy                         | J. Miller Tobin | Cathryn Humphris              | 8 lutego 2007        | 6 grudnia 2007           |
| 37 | 15 | Tall Tales                               | Nieprawdopodobne historieWyssane z palca                                | Bradford May    | John Shiban                   | 15 lutego 2007       | 13 grudnia 2007          |
| 38 | 16 | Roadkill                                 | Zabójcza drogaRozjechany                                                | Charles Beeson  | Raelle Tucker                 | 15 marca 2007        | 20 grudnia 2007          |
| 39 | 17 | Heart                                    | Serce                                                                   | Kim Manners     | Sera Gamble                   | 22 marca 2007        | 8 stycznia 2008          |
| 40 | 18 | Hollywood Babylon                        | Hollywoodzki Babilon                                                    | Phil Sgriccia   | Ben Edlund                    | 19 kwietnia 2007     | 15 stycznia 2008         |
| 41 | 19 | Folsom Prison Blues                      | Blues w więzieniu FolsomWięzienny blues                                 | Mike Rohl       | John Shiban                   | 26 kwietnia 2007     | 22 stycznia 2008         |
| 42 | 20 | What Is and What Should Never Be         | Co jest, a co nigdy nie powinno byćTo, czego być nie powinno            | Eric Kripke     | Raelle Tucker                 | 3 maja 2007          | 29 stycznia 2008         |
| 43 | 21 | All Hell Breaks Loose, Part 1            | Rozpętało się piekło, część 1                                           | Robert Singer   | Sera Gamble                   | 10 maja 2007         | 5 lutego 2008            |
| 44 | 22 | All Hell Breaks Loose, Part 2            | Rozpętało się piekło, część 2                                           | Kim Manners     | Eric Kripke, Michael T. Moore | 17 maja 2007         | 12 lutego 2008           |

1. 1 2 3 4 5 6 7 8 9 10 11 12 13 14 15  Tytuł opracowany przez TVN. Wykorzystany również w dystrybucji na platformie Amazon Prime Video Polska.
2. 1 2 3 4 5 6 7 8 9 10 11 12 13 14 15  Tytuł opracowany przez HBO Max.

## Seria trzecia (2007–2008)
| 45 | 1  | The Magnificent Seven         | Siedmiu Wspaniałych                                   | Kim Manners     | Eric Kripke                     | 4 października 2007  | 11 maja 2009   |
| 46 | 2  | The Kids Are Allright         | Dzieciaki są w porządkuDzieciaki dają radę            | Phil Sgriccia   | Sera Gamble                     | 11 października 2007 | 12 maja 2009   |
| 47 | 3  | Bad Day At Black Rock         | Kiepski dzień w Black RockPech w Black Rock           | Robert Singer   | Ben Edlund                      | 18 października 2007 | 13 maja 2009   |
| 48 | 4  | Sin City                      | Miasto grzechu                                        | Charles Beeson  | Robert Singer, Jeremy Carver    | 25 października 2007 | 14 maja 2009   |
| 49 | 5  | Bedtime Stories               | Opowieści na dobranocBajki na dobranoc                | Mike Rohl       | Cathryn Humphris                | 1 listopada 2007     | 15 maja 2009   |
| 50 | 6  | Red Sky At Morning            | Czerwone niebo o porankuCzerwone niebo o świcie       | Cliff Bole      | Laurence Andries                | 8 listopada 2007     | 18 maja 2009   |
| 51 | 7  | Fresh Blood                   | Świeża krew                                           | Kim Manners     | Sera Gamble                     | 15 listopada 2007    | 19 maja 2009   |
| 52 | 8  | A Very Supernatural Christmas | Święta nie z tego świataBoże Narodzenie z tego świata | J. Miller Tobin | Jeremy Carver                   | 13 grudnia 2007      | 20 maja 2009   |
| 53 | 9  | Malleus Maleficarum           | Malleus MaleficarumMłot na czarownice                 | Robert Singer   | Ben Edlund                      | 31 stycznia 2008     | 21 maja 2009   |
| 54 | 10 | Dream A Little Dream Of Me    | Śnij, ach, śnij o mnieŚnij o mnie                     | Steve Boyum     | Sera Gamble, Cathryn Humphris   | 7 lutego 2008        | 22 maja 2009   |
| 55 | 11 | Mystery Spot                  | Miejsce tajemnicZakątek tajemnic                      | Kim Manners     | Jeremy Carver, Emily McLaughlin | 14 lutego 2008       | 25 maja 2009   |
| Sam budzi się w motelu przy dźwiękach piosenki Heat of the Moment. Podczas śniadania w lokalnej jadłodajni wspólnie z Deanem dyskutują na temat zniknięcia pewnego mężczyzny i związanym z nim miejscem tajemnic w Broward County na Florydzie. Włamują się w nocy do lokalnej atrakcji turystycznej symbolizującej miejsce, ale właściciel ich nakrywa i chwilę później śmiertelnie rani Deana z broni palnej. Ku zaskoczeniu Sama, krótko po tym budzi się w motelu, przy dźwiękach tej samej piosenki. Dzień wydaje się powtarzać w kółko, zawsze kończąc się śmiercią Deana i tylko Sam pamięta co wydarzyło się w poprzednich pętlach czasowych. Sam podejrzewa, że ma to jakiś związek z lokalnym miejscem tajemnic, ale wiele dni spędzonych w pętli później, zauważa, że jeden z mężczyzn odwiedzających bar używa innego syropu do naleśników niż zwykle. Wkrótce dochodzi między mężczyzną i Samem do konfrontacji, w wyniku której okazuje się, że bracia mają do czynienia ze Zwodnikiem. Role gościnne: Jim Beaver jako Bobby Singer, Richard Speight Jr. jako Zwodnik. |    |                               |                                                       |                 |                                 |                      |                |
| 56 | 12 | Jus in Bello                  | Prawo wojny                                           | Phil Sgriccia   | Sera Gamble                     | 21 lutego 2008       | 26 maja 2009   |
| Sam i Dean włamują się do mieszkania Beli w Monument w Colorado, aby odzyskać Colt, ale okazuje się, że Bela spodziewała się ich wizyty i doniosła o nich agentowi FBI Victorowi Henriksenowi. Winchesterowie wkrótce zostają aresztowani i trafiają tymczasowo na lokalny posterunek policji. Zastępca szefa FBI Steven Groves przybywa wkrótce na miejsce, aby osobiście przenieść ich do więzienia, ale gdy jest sam z braćmi ujawnia, że jest demonem. Postrzela Deana, ale zaraz potem zostaje wyegzorcyzmowany przez Sama. Henriksen zostaje opętany przez demona i zabija szeryfa, ale zaraz potem Winchesterowie odprawiają na nim egzorcyzm. Agent rozumie teraz czym zajmowali się bracia i uwalnia ich z celi. Sam i Dean wspólnie z pozostałymi ludźmi na posterunku zabezpieczają miejsce przez nadciągającymi demonami. W międzyczasie do uwięzionych na posterunku dołącza demon Ruby, która oferuje im rozwiązanie problemu i ostrzega ich przed dowódcą atakujących ich demonów – Lilith, potężnego demona, która chce śmierci Sama. Role gościnne: Lauren Cohan jako Bela Talbot, Charles Malik Whitfield jako agent Victor Henriksen, Kurt Evans jako agent Calvin Reidy, Katie Cassidy jako Ruby, Rachel Pattee jako Lilith, Stoney Westmoreland jako szeryf Melvin Dodd, Peter DeLuise jako zastępca dyrektora FBI Steven Groves, Aimee Garcia jako Nancy Fitzgerald. |    |                               |                                                       |                 |                                 |                      |                |
| 57 | 13 | Ghostfacers                   | Pogromcy duchówŁowcy duchów                           | Phil Sgriccia   | Ben Edlund                      | 24 kwietnia 2008     | 27 maja 2009   |
| Sam i Dean badają sprawę nawiedzenia domu w Appleton w Wisconsin i napotykają tam lokalnych entuzjastów zjawisk paranormalnych – Harreya Spanglera i Eda Zeddmore’a. Kręcą oni pilota ich własnego reality show – Ghostfacers, razem z siostrą Eda – Maggie, i dwoma kolegami Corbettem i Sprucem. Według legendy, duch Freemana Daggetta powraca co kilka lat do posiadłości, aby sprowadzać więcej ludzi do domu. Grupa wkrótce natyka się na ducha odtwarzającego moment swej śmierci, którego Winchesterowie określają jako niegroźne echo. Niedługo po tym Corbett znika, a duch więzi resztę bohaterów w domu, więc zaczynają więc szukać przyjaciela. Sam wkrótce również znika, a gdy odzyskuje przytomność uświadamia sobie, że siedzi przy stole zaaranżowanym na przyjęcie urodzinowe razem z Corbettem i zwłokami innych ludzi i podobnie jak on, jest przywiązany do krzesła. Role gościnne: A.J. Buckley jako Ed Zeddmore, Travis Wester jako Harry Spangler, Brittany Ishibashi jako Maggie Zeddmore, Dustin Mulligan jako Corbett, Austin Bass jako Spruce, John DeSantis jako Freeman Daggett. |    |                               |                                                       |                 |                                 |                      |                |
| 58 | 14 | Long-Distance Call            | Rozmowa zamiejscowaRozmowa zaświatowa                 | Robert Singer   | Jeremy Carver                   | 1 maja 2008          | 28 maja 2009   |
| 59 | 15 | Time Is On My Side            | Czas jest po mojej stronieCzas działa na moją korzyść | Charles Beeson  | Sera Gamble                     | 8 maja 2008          | 29 maja 2009   |
| 60 | 16 | No Rest For The Wicked        | Zło nie śpiPrzeklęci nie zaznają spokoju              | Kim Manners     | Eric Kripke                     | 15 maja 2008         | 1 czerwca 2009 |

1. 1 2 3 4 5 6 7 8 9 10 11 12  Tytuł opracowany przez TVN. Wykorzystany również w dystrybucji na platformie Amazon Prime Video Polska.
2. 1 2 3 4 5 6 7 8 9 10 11 12  Tytuł opracowany przez HBO Max.

## Seria czwarta (2008–2009)
| 61 | 1  | Lazarus Rising                              | Wskrzeszenie ŁazarzaPowrót Łazarza                           | Kim Manners     | Eric Kripke                | 18 września 2008     | 12 lutego 2010   |
| Po czterech miesiącach od swojej śmierci i zesłaniu do piekła Dean budzi się we własnej trumnie. Wydostaje się z niej i próbuje nawiązać kontakt z Bobbym, a w międzyczasie zostaje zaatakowany przez nieznaną siłę. Deanowi udaje się skontaktować z Samem i Bobbym. Tak jak i sam Dean są zaskoczeni jego zmartwychwstaniem i decydują się na wizytę u medium Pameli Barnes, która pomaga im odkryć kto stoi za wydostaniem Deana z piekła. Medium odkrywa imię tej istoty – Castiel – lecz mimo ostrzeżeń „podgląda” jego prawdziwą postać co wypala jej oczy. Sam od czasu śmierci Deana spotyka się z Ruby – która teraz opętała inną kobietę – i trenuje z nią swoje zdolności, które rozwinęły się do tego stopnia, że jest w stanie odsyłać demony do piekła. Mając dość niewiedzy, Dean i Bobby odprawiają rytuał przyzywający. Pojawia się Castiel, który okazuje się być aniołem. Przyznaje się do wyciągnięcia Deana z piekła i informuje go że ma zadanie do wykonania. |    |                                             |                                                              |                 |                            |                      |                  |
| 62 | 2  | Are You There God? It’s Me, Dean Winchester | Jesteś tam Boże? To ja, Dean Winchester                      | Phil Sgriccia   | Sera Gamble, Lou Bollo     | 25 września 2008     | 19 lutego 2010   |
| Bobby prosi Winchesterów o pomoc przy rozwikłaniu zagadki martwych łowców. Wkrótce oni sami są prześladowani przez duchy ludzi których nie udało im się uratować. Braci i Bobby odkrywają, że te duchy mordują swoich niedoszłych wybawicieli, co okazuje się być znakiem nadchodzącej apokalipsy zwanym Wezwaniem świadków. Udaje się im powstrzymać rozgniewane duchy, a wieczorem Castiel pojawia się w snach Deana z wyjaśnieniem, że wezwanie świadków jest jedną z pieczęci które łamie demon Lilith, aby uwolnić upadłego archanioła Lucyfera z piekła. Tytuł odcinka nawiązuje do książki Judy Blume pod tytułem Are You There God? It’s Me, Margaret. |    |                                             |                                                              |                 |                            |                      |                  |
| 63 | 3  | In The Beginning                            | Na początkuPoczątki                                          | Steve Boyum     | Jeremy Carver              | 2 października 2008  | 26 lutego 2010   |
| Sam wymyka się z Ruby po raz kolejny. Castiel w tym czasie pojawia się u Deana i przenosi go do przeszłości do roku 1975, w Lawrence, Kansas. Tam Dean spotyka swojego młodego jeszcze ojca Johna oraz matkę, a także swoich dziadków ze strony matki. Jednak Dean odkrywa znacznie więcej niż się spodziewał – jego matka i jej rodzice również są łowcami, a ona sama zawiera desperacki pakt z Azazelem, który to później będzie skutkował pojawianiem się Azazela w noc jej śmierci. Odcinek zawiera bardzo wiele nawiązań do filmu Powrót do przyszłości. |    |                                             |                                                              |                 |                            |                      |                  |
| 64 | 4  | Metamorphosis                               | MetamorfozaPrzemiana                                         | Kim Manners     | Cathryn Humphris           | 9 października 2008  | 5 marca 2010     |
| 65 | 5  | Monster Movie                               | Straszny filmHorror                                          | Robert Singer   | Ben Edlund                 | 16 października 2008 | 12 marca 2010    |
| 66 | 6  | Yellow Fever                                | Żółta febraŻółta gorączka                                    | Phil Sgriccia   | Andrew Dabb, Daniel Loflin | 23 października 2008 | 19 marca 2010    |
| 67 | 7  | It’s the Great Pumpkin, Sam Winchester      | Wspaniałe Halloween, Samie WinchesterzeDzień przed Halloween | Charles Beeson  | Julie Siege                | 30 października 2008 | 26 marca 2010    |
| Kilka dni przed Halloween Sam i Dean badają sprawę dwóch tajemniczych zgonów w małym miasteczku. Bracia znajdują woreczki złego uroku, i dedukują, że jakaś wiedźma zabija ludzi, aby przyzwać demona zwanego Samhain. W międzyczasie Castiel pojawia się w miasteczku w towarzystwie innego anioła – Uriela i wyjaśnia braciom że uwolnienie Samhaina jest jedną z pieczęci. Uriel ma za zadanie zniszczyć miasteczko zanim uda się uwolnić demona i wierzy że Winchesterowie nie są w stanie podołać powierzonemu im zadaniu. Bracia się nie zgadzają i przekonują, że są w stanie powstrzymać wiedźmę. Pomimo najszczerszych chęci pieczęć zostaje jednak złamana, a Sam jest zmuszony ponownie użyć swoich nadprzyrodzonych mocy. Tytuł odcinka nawiązuje do filmu animowanego pod tytułem It’s the Great Pumpkin, Charlie Brown. |    |                                             |                                                              |                 |                            |                      |                  |
| 68 | 8  | Wishful Thinking                            | Pobożne życzeniaChciałoby się                                | Robert Singer   | Ben Edlund, Lou Bollo      | 6 listopada 2008     | 2 kwietnia 2010  |
| 69 | 9  | I Know What You Did Last Summer             | Koszmar minionego lataWiem co zrobiłeś zeszłego lata         | Charles Beeson  | Sera Gamble                | 13 listopada 2008    | 9 kwietnia 2010  |
| Ruby mówi Samowi i Deanowi o tym że potężny demon Alastair jest na tropie dziewczyny o imieniu Anna, która jest w stanie usłyszeć, o czym mówią anioły. W trójkę udaje się ją odnaleźć mimo iż spotykają na swej drodze Alastaira. Wierząc, że zostali zaciągnięci przez Ruby w pułapkę, Dean konfrontuje Sama dlaczego aż tak bardzo ufa Ruby więc Sam opowiada mu jak Ruby uratowała mu życie. Castiel and Uriel pojawiają się w ich pokoju żądając wydania im Anny, ale nie po to, aby ją chronić, lecz sby ją zabić. Tytuł odcinka jest nawiązaniem do horroru Koszmar minionego lata. |    |                                             |                                                              |                 |                            |                      |                  |
| 70 | 10 | Heaven and Hell                             | Niebo i piekłoPiekło-niebo                                   | J. Miller Tobin | Trevor Sands, Eric Kripke  | 20 listopada 2008    | 16 kwietnia 2010 |
| Anna odsyła anioły dzięki krwawej pieczęci, nie wiedząc, jak to zrobiła i skąd o tym wiedziała. Chcąc poznać odpowiedzi, Dean i Sam dzwonią do Pameli Barnes, która używając hipnozy, pomaga Annie przypomnieć sobie kim jest – upadłym aniołem. Dean, Sam i Ruby pomagają Annie odzyskać swoją łaskę (moc), aby mogła uciec zarówno przed ścigającymi ją demonami, jak i aniołami. |    |                                             |                                                              |                 |                            |                      |                  |
| 71 | 11 | Family Remains                              | Rodzinne więziSzczątki rodziny                               | Phil Sgriccia   | Jeremy Carver              | 15 stycznia 2009     | 23 kwietnia 2010 |
| 72 | 12 | Criss Angel Is a Douchebag                  | Criss Angel to oszustCriss Angel to pacan                    | Robert Singer   | Julie Siege                | 22 stycznia 2009     | 30 kwietnia 2010 |
| 73 | 13 | After School Special                        | Po szkoleZjazd absolwentów                                   | Adam Kane       | Andrew Dabb, Daniel Loflin | 29 stycznia 2009     | 7 maja 2010      |
| Sam i Dean badają sprawę nawiedzenia w jednej ze szkół, do których wcześniej uczęszczali. W czasie śledztwa przypominają sobie szkolne czasy i wspomnienia związane z placówką, gdy to Sam mierzył się ze szkolnym kolegą który lubił znęcać się nad słabszymi a Dean starał się być „tym fajnym”. W toku śledztwa okazuje się, że duchem jest kto inny niż na początku zakładali. |    |                                             |                                                              |                 |                            |                      |                  |
| 74 | 14 | Sex and Violence                            | Seks i przemoc                                               | Charles Beeson  | Cathryn Humphris           | 5 lutego 2009        | 14 maja 2010     |
| Sam i Dean udają się do miasteczka Bedford w stanie Iowa, gdzie trzech mężczyzn zabiło najbliższe im kobiety. Bracia ustalają, że nakłoniła ich do tego syrena, istota, która potrafi przybierać różne kształty i przekonuje ludzi do zabijania innych, w zamian obiecując siebie. Udaje jej się nakłonić Sama i Deana do walki na śmierć i życie. Dean prawie zabija Sama, gdy nagle pojawia się Bobby i zabija syrenę nożem z brązu poplamionym krwią Deana. |    |                                             |                                                              |                 |                            |                      |                  |
| 75 | 15 | Death Takes a Holiday                       | Śmierć na urlopieŚmierć bierze urlop                         | Steve Boyum     | Jeremy Carver              | 12 marca 2009        | 21 maja 2010     |
| Sam i Dean badają miasto Greybull w Wyoming, gdzie ludzie ‘oszukują’ śmierć, nie umierając od śmiertelnych ran ani chorób. Okazuje się, że lokalny kosiarz zaginął, porwany przez Alastaira, który chce złamać kolejną z pieczęci. Z pomocą Pameli bracia próbują powstrzymać go, używając projekcji astralnej. By nauczyć się korzystać z nowych możliwości, jakie daje im projekcja, Winchesterowie proszą o pomoc ducha chłopca o imieniu Cole. Ten odcinek został zadedykowany reżyserowi Kimowi Mannersowi. |    |                                             |                                                              |                 |                            |                      |                  |
| 76 | 16 | On The Head of a Pin                        | Na główce od szpilkiGłóka od szpilki                         | Mike Rohl       | Ben Edlund                 | 19 marca 2009        | 28 maja 2010     |
| 77 | 17 | It’s a Terrible Life                        | Co za okropne życieTo fatalne życie                          | James L. Conway | Sera Gamble                | 26 marca 2009        | 4 czerwca 2010   |
| 78 | 18 | The Monster At the End of This Book         | Potwór z zakończenia tej książkiPotwór z końca książki       | Mike Rohl       | Julie Siege, Nancy Weiner  | 2 kwietnia 2009      | 11 czerwca 2010  |
| Lilith opętuje ciało stomatolożki, aby po raz kolejny namieszać w życiu Winchesterów. Sam i Dean z zaskoczeniem odkrywają serię książek zatytułowanych Nie z tego świata opisujące ze szczegółami ich poczynania jako łowców. Odnajdują autora książek który okazuje się być prorokiem o imieniu Chuck Shirley. Wyjaśnia on że miewa wizje które przelewa później na papier i wydaje w postaci książek. Ostrzega ich również o planach Lilith i pomaga w nich przeszkodzić. Tytuł odcinka nawiązuje do książki związanej z serialem Ulica sezamkowa pod tytułem The Monster at the End of This Book: Starring Lovable, Furry Old Grover. |    |                                             |                                                              |                 |                            |                      |                  |
| 79 | 19 | Jump the Shark                              | Skok przez rekinaPrzegięcie                                  | Phil Sgriccia   | Andrew Dabb, Daniel Loflin | 23 kwietnia 2009     | 18 czerwca 2010  |
| 80 | 20 | The Rapture                                 | WniebowzięcieWstąpienie                                      | Charles Beeson  | Jeremy Carver              | 30 kwietnia 2009     | 25 czerwca 2010  |
| Castiel pojawia się w snach Deana i mówi mu że ma mu jakąś wiadomość do przekazania i prosi o spotkanie w bezpiecznym miejscu. Gdy Sam i Dean przybywają na umówione miejsce zastają miejsce bitwy i zamiast anioła zastają Jimmy’ego Novaka, naczynie Castiela, który nie pamięta niczego z okresu bycia opętanym. Jimmy chce wrócić do swojej rodziny, ale bracia są niespokojni o jego bezpieczeństwo. Tak ja przewidzieli, Jimmy’ego odnajdują w domu demony. |    |                                             |                                                              |                 |                            |                      |                  |
| 81 | 21 | When the Levee Breaks                       | Kiedy tama pęknieGdy pęka zapora                             | Robert Singer   | Sera Gamble                | 7 maja 2009          | 2 lipca 2010     |
| 82 | 22 | Lucifer Rising                              | Lucyfer powstajeNadejście Lucyfera                           | Eric Kripke     | Eric Kripke                | 14 maja 2009         | 9 lipca 2010     |

1. 1 2 3 4 5 6 7 8 9 10 11 12 13 14 15 16 17 18 19 20  Tytuł opracowany przez TVN. Wykorzystany również w dystrybucji na platformie Amazon Prime Video Polska.
2. 1 2 3 4 5 6 7 8 9 10 11 12 13 14 15 16 17 18 19 20  Tytuł opracowany przez HBO Max.

## Seria piąta (2009–2010)
| 83 | 1  | Sympathy for the Devil              | Współczucie dla diabła              | Robert Singer   | Eric Kripke                                   | 10 września 2009     | 14 września 2017     |
| 84 | 2  | Good God, Y’All!                    | Dobry Bóg                           | Phil Sgriccia   | Sera Gamble                                   | 17 września 2009     | 21 września 2017     |
| 85 | 3  | Free To Be You And Me               | Bądźmy sobą                         | J. Miller Tobin | Jeremy Carver                                 | 24 września 2009     | 28 września 2017     |
| 86 | 4  | The End                             | Koniec                              | Steve Boyum     | Ben Edlund                                    | 1 października 2009  | 5 października 2017  |
| Po tym jak Dean odrzuca propozycję Sama, aby ponownie sprzymierzyć się walce przeciw apokalipsie, budzi się przeniesiony pięć lat w przyszłość. W opuszczonym mieście zostaje zaatakowany przez ludzi zarażonych demonicznym typem wirusa. Po tym jak udaje się Deanowi zgubić goniących go zombie, pojawia się Zachariasz i tłumaczy że tak wygląda świat ponieważ nie zgodził się na bycie naczyniem Michała. Wkrótce odnajduje grupę ocalałych i zostaje złapany przez samego siebie z przyszłości.                        |    |                                     |                                     |                 |                                               |                      |                      |
| 87 | 5  | Fallen Idols                        | Upadłe bóstwa                       | James L. Conway | Julie Siege                                   | 8 października 2009  | 12 października 2017 |
| 88 | 6  | I Believe Children Are Our Future   | Dzieciaki to nasza przyszłość       | Charles Beeson  | Andrew Dabb, Daniel Loflin                    | 15 października 2009 | 19 października 2017 |
| 89 | 7  | The Curious Case of Dean Winchester | Ciekawy przypadek Deana Winchestera | Robert Singer   | Sera Gamble, Jenny Klein                      | 29 października 2009 | 26 października 2017 |
| Sam, Dean oraz Bobby spotykają czarownika imieniem Patrick, który gra w pokera, którego stawką nie są pieniądze, lecz lata ludzkiego życia. Bobby widzi w tym szansę na ucieczkę od wózka i akceptuje wyzwanie Patricka. Niestety przegrywa i zaczyna się starzeć. By nie dopuścić do śmierci Bobby’ego, Dean rzuca czarownikowi wyzwanie, stawiając na szali 50 lat swojego życia. Tytuł odcinka nawiązuje do filmu/książki Ciekawy przypadek Benjamina Buttona.                                                             |    |                                     |                                     |                 |                                               |                      |                      |
| 90 | 8  | Changing Channels                   | W rolach głównych                   | Charles Beeson  | Jeremy Carver                                 | 5 listopada 2009     | 2 listopada 2017     |
| W trakcie śledztwa bracia ponownie spotykają Zwodnika, który więzi ich wewnątrz świata seriali telewizyjnych. Sam chce go skłonić do pomocy w walce z Apokalipsą, lecz Zwodnik ma inne plany związane z braćmi. |    |                                     |                                     |                 |                                               |                      |                      |
| 91 | 9  | The Real Ghostbusters               | Prawdziwi pogromcy duchów           | Jim Conway      | Nancy Weiner, Eric Kripke                     | 12 listopada 2009    | 10 listopada 2017    |
| Podążając za cynkiem od proroka Chucka, Dean i Sam zjawiają się w Vermillion w stanie Ohio. Okazuje się jednak, że trafili na pierwszy konwent fanów książek z serii Supernatural, a cynk wysłany został nie przez Chucka, tylko przez jego największą fankę – Becky. Wkrótce okazuje się jednak, że na terenie hotelu w którym odbywa się spotkanie, grasują prawdziwe duchy – czworga dzieci oraz kobiety o imieniu Leticia.                                                                                                |    |                                     |                                     |                 |                                               |                      |                      |
| 92 | 10 | Abandon All Hope                    | Porzuć wszelką nadzieję             | Phil Sgriccia   | Ben Edlund                                    | 19 listopada 2009    | 13 listopada 2017    |
| Castielowi udaje się wyśledzić Crowleya, więc bracia z pomocą Jo idą mu na spotkanie. Ku ich zaskoczeniu, Crowley zabija własnych popleczników i dobrowolnie oddaje im Colta, dodając, że on również chce, aby Lucyfer zginął. Cała drużyna (Bobby, Sam, Dean, Ellen, Jo oraz Castiel) przyjeżdżają do Missouri, a tam Castiel widzi Żniwiarzy, którzy okupują opuszczone miasto. Próbuje dowiedzieć się, co jest powodem ich zebrania i zostaje wkrótce pojmany przez Lucyfera, który stara się przeciągnąć na swoją stronę. |    |                                     |                                     |                 |                                               |                      |                      |
| 93 | 11 | Sam, Interrupted                    | Przerwana lekcja Sama               | James L. Conway | Andrew Dabb, Daniel Loflin                    | 21 stycznia 2010     | 20 listopada 2017    |
| Były łowca o imieniu Martin, który przebywa w wariatkowie prosi braci o pomoc. Zapisują się więc oni jako pacjenci szpitala, aby zbadać sprawę i dorwać istotę podszywającą się pod człowieka, odpowiedzialną za „samobójstwa” pacjentów szpitala. Jednak wkrótce zaczynają mieć halucynacje. Tytuł odcinka nawiązuje do filmu/książki Przerwana lekcja muzyki. |    |                                     |                                     |                 |                                               |                      |                      |
| 94 | 12 | Swap Meat                           | Zamiana ciał                        | Robert Singer   | Julie Siege, Rebecca Dessertine, Harvey Fedor | 28 stycznia 2010     | 27 listopada 2017    |
| 95 | 13 | The Song Remains the Same           | Stara śpiewka                       | Steve Boyum     | Sera Gamble, Nancy Weiner                     | 4 lutego 2010        | 4 grudnia 2017       |
| Upadły anioł – Anna, uciekła z niebiańskiego więzienia i chce zapobiec Apokalipsie, zabijając Sama. Gdy jednak jej plan zostaje uniemożliwiony przez Castiela, postanawia cofnąć się w czasie, aby zabić rodziców Sama i Deana. Bracia oraz Castiel również przenoszą się w czasie, aby przeszkodzić Annie. |    |                                     |                                     |                 |                                               |                      |                      |
| 96 | 14 | My Bloody Valentine                 | Krwawe walentynki                   | Mike Rohl       | Ben Edlund                                    | 11 lutego 2010       | 11 grudnia 2017      |
| 97 | 15 | Dead Men Don’t Wear Plaid           | Umarlaki nie potrzebują pledu       | John Showalter  | Jeremy Carver                                 | 25 marca 2010        | 18 grudnia 2017      |
| 98 | 16 | Dark Side Of The Moon               | Ciemna strona księżyca              | Jeff Woolnough  | Andrew Dabb, Daniel Loflin                    | 1 kwietnia 2010      | 8 stycznia 2018      |
| 99 | 17 | 99 Problems                         | 99 problemów                        | Charles Beeson  | Julie Siege                                   | 8 kwietnia 2010      | 15 stycznia 2018     |
| Sama i Deana ścigają demony, ale bracia zostają uratowani przez ludzi z lokalnego miasteczka, którzy są świadomi tego że nadchodzi Apokalipsa. Winchesterowie postanawiają zatrzymać się w miasteczku, w którym poznają lokalnego pastora i jego córkę Leah. Okazuje się, że córka ma prorocze wizje nadsyłane jej przez anioły. Lecz wkrótce, dzięki skontaktowaniu się z Castielem, okazuje się, że Leah nie jest tym za kogo się podaje.                                                                                   |    |                                     |                                     |                 |                                               |                      |                      |
| 100 | 18 | Point of No Return                  | Punkt bez powrotu                   | Phil Sgriccia   | Jeremy Carver                                 | 15 kwietnia 2010     | 22 stycznia 2018     |
| 101 | 19 | Hammer of the Gods                  | Młot bogów                          | Rick Bota       | David Reed, Andrew Dabb, Daniel Loflin        | 22 kwietnia 2010     | 29 stycznia 2018     |
| 102 | 20 | The Devil You Know                  | Mój własny diabeł                   | Robert Singer   | Ben Edlund                                    | 29 kwietnia 2010     | 5 lutego 2018        |
| 103 | 21 | Two Minutes To Midnight             | Dwie minuty do północy              | Phil Sgriccia   | Sera Gamble                                   | 6 maja 2010          | 12 lutego 2018       |
| 104 | 22 | Swan Song                           | Łabędzi śpiew                       | Steve Boyum     | Eric Gewitz, Eric Kripke                      | 13 maja 2010         | 19 lutego 2018       |

1. 1 2 3 4 5 6 7 8 9 10 11 12 13 14 15 16 17 18 19 20 21 22  Tytuł opracowany przez HBO Max. Podczas emisji na kanale TVN oraz w dystrybucji na platformie Amazon Prime Video Polska odcinki nie posiadają tytułów.

## Seria szósta (2010–2011)
| №   | Nr | Tytuł                             | Tytuł polski                                                   | Reżyseria      | Scenariusz                                  | Premiera (The CW)    | Premiera w Polsce (Amazon Prime Video Polska) |
| --- | -- | --------------------------------- | -------------------------------------------------------------- | -------------- | ------------------------------------------- | -------------------- | --------------------------------------------- |
| 105 | 1  | Exile on Main St.                 | Wygnaniec na ulicy MainWygnaniec na Main                       | Phil Sgriccia  | Sera Gamble                                 | 24 września 2010     | 15 grudnia 2019                               |
| 106 | 2  | Two And A Half Men                | Dwóch i pół                                                    | John Showalter | Adam Glass                                  | 1 października 2010  | 15 grudnia 2019                               |
| 107 | 3  | The Third Man                     | Trzeci człowiekTrzeci facet                                    | Robert Singer  | Ben Edlund                                  | 8 października 2010  | 15 grudnia 2019                               |
| 108 | 4  | Weekend At Bobby’s                | Weekend u Bobby’ego                                            | Jensen Ackles  | Andrew Dabb, Daniel Loflin                  | 15 października 2010 | 15 grudnia 2019                               |
| 109 | 5  | Live Free or Twihard              | Krwawa pułapka                                                 | Rod Hardy      | Brett Matthews                              | 22 października 2010 | 15 grudnia 2019                               |
| 110 | 6  | You Can’t Handle The Truth        | Nie dźwigniesz prawdyNie zdzierżysz prawdy                     | Jan Eliasberg  | David Reed, Eric Charmelo, Nicole Snyder    | 29 października 2010 | 15 grudnia 2019                               |
| 111 | 7  | Family Matters                    | Rodzina ma znaczenieSprawa rodzinna                            | Guy Bee        | Andrew Dabb, Daniel Loflin                  | 5 listopada 2010     | 15 grudnia 2019                               |
| 112 | 8  | All Dogs Go To Heaven             | Wszystkie psy idą do niebaKażdy pies idzie do nieba            | Phil Sgriccia  | Adam Glass                                  | 12 listopada 2010    | 15 grudnia 2019                               |
| 113 | 9  | Clap Your Hands If You Believe... | Klaśnij w ręce, jeśli wierzysz                                 | John Showalter | Ben Edlund                                  | 19 listopada 2010    | 15 grudnia 2019                               |
| 114 | 10 | Caged Heat                        | Więzienna gorączka                                             | Robert Singer  | Brett Matthews, Jenny Klein                 | 3 grudnia 2010       | 15 grudnia 2019                               |
| 115 | 11 | Appointment in Samarra            | Umówieni w SamarzeUmówiony w Samarze                           | Mike Rohl      | Sera Gamble, Robert Singer                  | 10 grudnia 2010      | 15 grudnia 2019                               |
| 116 | 12 | Like a Virgin                     | Jak dziewicaJak niewiasta                                      | Phil Sgriccia  | Adam Glass                                  | 4 lutego 2011        | 15 grudnia 2019                               |
| 117 | 13 | Unforgiven                        | NiewybaczalneNiezapomniane                                     | David Barrett  | Andrew Dabb, Daniel Loflin                  | 11 lutego 2011       | 15 grudnia 2019                               |
| 118 | 14 | Mannequin 3: The Reckoning        | Manekiny: powrótManekin 3: Rozliczenie                         | Jeannot Szwarc | Eric Charmelo, Nicole Snyder                | 18 lutego 2011       | 15 grudnia 2019                               |
| 119 | 15 | The French Mistake                | Z drugiej stronyFrancuska pomyłka                              | Charles Beeson | Ben Edlund                                  | 25 lutego 2011       | 15 grudnia 2019                               |
| 120 | 16 | ...And Then There Were None       | I nie było już nikogo                                          | Mike Rohl      | Brett Matthews                              | 4 marca 2011         | 15 grudnia 2019                               |
| 121 | 17 | My Heart Will Go On               | Serce nie sługaMy Heart Will Go On                             | Phil Sgriccia  | Eric Charmelo, Nicole Snyder                | 15 kwietnia 2011     | 15 grudnia 2019                               |
| 122 | 18 | Frontierland                      | Dziki zachódNa szlaku                                          | Guy Bee        | Andrew Dabb, Daniel Loflin, Jackson Stewart | 22 kwietnia 2011     | 15 grudnia 2019                               |
| 123 | 19 | Mommy Dearest                     | Najdroższa mamusiaMamusiu najdroższa                           | John Showalter | Adam Glass                                  | 29 kwietnia 2011     | 15 grudnia 2019                               |
| 124 | 20 | The Man Who Would Be King         | Anioł, który chciał być królemTen, który był niedoszłym królem | Ben Edlund     | Ben Edlund                                  | 6 maja 2011          | 15 grudnia 2019                               |
| 125 | 21 | Let It Bleed                      | Niech leje się krew                                            | John Showalter | Sera Gamble                                 | 20 maja 2011         | 15 grudnia 2019                               |
| 126 | 22 | The Man Who Knew Too Much         | Anioł, który wiedział za dużoTen, który wiedział za dużo       | Robert Singer  | Eric Kripke                                 | 20 maja 2011         | 15 grudnia 2019                               |

1. 1 2 3 4 5 6 7 8 9 10 11 12 13 14 15  Tytuł opracowany przez Master Film dla Amazon Prime Video Polska.
2. 1 2 3 4 5 6 7 8 9 10 11 12 13 14 15 16 17  Tytuł opracowany przez HBO Max.
3. 1 2  W dystrybucji na Amazon Prime Video Polska tytuł odcinka nie został nadany.

## Seria siódma (2011–2012)
| №   | Nr | Tytuł                                         | Tytuł polski                                | Reżyseria         | Scenariusz                        | Premiera (The CW)    | Premiera w Polsce (Amazon Prime Video Polska) |
| --- | -- | --------------------------------------------- | ------------------------------------------- | ----------------- | --------------------------------- | -------------------- | --------------------------------------------- |
| 127 | 1  | Meet the New Boss                             | Poznajcie nowego szefa                      | Phil Sgriccia     | Sera Gamble                       | 23 września 2011     | 15 grudnia 2019                               |
| 128 | 2  | Hello Cruel World                             | Witaj okrutny świecie                       | Guy Bee           | Ben Edlund                        | 30 września 2011     | 15 grudnia 2019                               |
| 129 | 3  | The Girl Next Door                            | Dziewczyna z sąsiedztwa                     | Jensen Ackles     | Andrew Dabb, Daniel Loflin        | 7 października 2011  | 15 grudnia 2019                               |
| 130 | 4  | Defending Your Life                           | Broniąc własnego życia                      | Robert Singer     | Adam Glass                        | 14 października 2011 | 15 grudnia 2019                               |
| 131 | 5  | Shut Up, Dr. Phil                             | Przymknij się doktorze Phil                 | Phil Sgriccia     | Brad Buckner, Eugenie Ross-Leming | 21 października 2011 | 15 grudnia 2019                               |
| 132 | 6  | Slash Fiction                                 | Slash Fiction                               | John Showalter    | Robbie Thompson                   | 28 października 2011 | 15 grudnia 2019                               |
| 133 | 7  | The Mentalists                                | Mentalista                                  | Mike Rohl         | Ben Acker, Ben Blacker            | 4 listopada 2011     | 15 grudnia 2019                               |
| 134 | 8  | Season 7, Time for a Wedding!                 | Czas na ślub                                | Tim Andrew        | Andrew Dabb, Daniel Loflin        | 11 listopada 2011    | 15 grudnia 2019                               |
| 135 | 9  | How to Win Friends and Influence Monsters     | Jak zdobyć przyjaciół i wpływać na potwory  | Guy Bee           | Ben Edlund                        | 18 listopada 2011    | 15 grudnia 2019                               |
| 136 | 10 | Death’s Door                                  | Drzwi śmierci                               | Robert Singer     | Sera Gamble                       | 2 grudnia 2011       | 15 grudnia 2019                               |
| 137 | 11 | Adventures In Babysitting                     | Przygody podczas opieki nad dzieckiem       | Jeannot Szwarc    | Adam Glass                        | 6 stycznia 2012      | 15 grudnia 2019                               |
| 138 | 12 | Time after Time after Time                    | Raz po raz                                  | Phil Sgriccia     | Robbie Thompson                   | 13 stycznia 2012     | 15 grudnia 2019                               |
| 139 | 13 | The Slice Girls                               | Inicjacja                                   | Jerry Wanek       | Brad Buckner, Eugenie Ross-Leming | 3 lutego 2012        | 15 grudnia 2019                               |
| 140 | 14 | Plucky Pennywhistle’s Magic Menagerie         | Magiczna menażeria Penny’ego Pennywhistle’a | Mike Rohl         | Andrew Dabb, Daniel Loflin        | 10 lutego 2012       | 15 grudnia 2019                               |
| 141 | 15 | Repo Man                                      | Wtórne opętanie                             | Thomas J. Wright  | Ben Edlund                        | 17 lutego 2012       | 15 grudnia 2019                               |
| 142 | 16 | Out With The Old                              | Precz ze starym                             | John F. Showalter | Robert Singer, Jenny Klein        | 16 marca 2012        | 15 grudnia 2019                               |
| 143 | 17 | The Born-Again Identity                       | Tożsamość odrodzonego                       | Robert Singer     | Sera Gamble                       | 23 marca 2012        | 15 grudnia 2019                               |
| 144 | 18 | Party On, Garth                               | Dajesz, Garth!                              | Phil Sgriccia     | Adam Glass                        | 30 marca 2012        | 15 grudnia 2019                               |
| 145 | 19 | Of Grave Importance                           | Śmiertelnie ważne                           | Tim Andrew        | Brad Buckner, Eugenie Ross-Leming | 20 kwietnia 2012     | 15 grudnia 2019                               |
| 146 | 20 | The Girl With the Dungeons and Dragons Tattoo | Dziewczyna z tatuażem D&D                   | John MacCarthy    | Robbie Thompson                   | 27 kwietnia 2012     | 15 grudnia 2019                               |
| 147 | 21 | Reading is Fundamental                        | Czytanie to podstawa                        | Ben Edlund        | Ben Edlund                        | 4 maja 2012          | 15 grudnia 2019                               |
| 148 | 22 | There Will Be Blood                           | Poleje się krew                             | Guy Bee           | Andrew Dabb, Daniel Loflin        | 11 maja 2012         | 15 grudnia 2019                               |
| 149 | 23 | Survival Of The Fittest                       | Selekcja naturalna                          | Robert Singer     | Sera Gamble                       | 18 maja 2012         | 15 grudnia 2019                               |

## Seria ósma (2012–2013)
Dnia 3 maja 2012 telewizja The CW oficjalnie ogłosiła prolongowanie serialu do ósmego sezonu, a miesiąc wcześniej 4 kwietnia 2012 ogłoszono, że Sera Gamble, producent wykonawczy serialu, zamierza opuścić szeregi ekipy produkcyjnej na rzecz innych projektów. Jeremy Carver, dotychczasowy scenarzysta serialu, przejął jej rolę od tego sezonu.
Aktor Jensen Ackles wyreżyserował trzeci odcinek sezonu, który był produkowany jako pierwszy w kolejności. Odcinek Trial and Error był produkowany jako trzynasty, ale wyemitowany został jako czternasty w kolejności
| 150 | 1  | We Need to Talk About Kevin     | Musimy porozmawiać o Kevinie     | Robert Singer         | Jeremy Carver                     | 3 października 2012  | 15 grudnia 2019 |
| 151 | 2  | What’s Up, Tiger Mommy?         | Jak się masz, tygrysia mamo?     | John Showalter        | Andrew Dabb, Daniel Loflin        | 10 października 2012 | 15 grudnia 2019 |
| 152 | 3  | Heartache                       | Ból serca                        | Jensen Ackles         | Brad Buckner, Eugenie Ross-Leming | 17 października 2012 | 15 grudnia 2019 |
| 153 | 4  | Bitten                          | Ukąszeni                         | Thomas J. Wright      | Robbie Thompson                   | 24 października 2012 | 15 grudnia 2019 |
| 154 | 5  | Blood Brother                   | Braterstwo krwi                  | Guy Bee               | Ben Edlund                        | 31 października 2012 | 15 grudnia 2019 |
| 155 | 6  | Southern Comfort                | Southern Comfort                 | Tim Andrew            | Adam Glass                        | 7 listopada 2012     | 15 grudnia 2019 |
| 156 | 7  | A Little Slice of Kevin         | Kawałeczek Kevina                | Charlie Carner        | Brad Buckner, Eugenie Ross-Leming | 14 listopada 2012    | 15 grudnia 2019 |
| 157 | 8  | Hunteri Heroici                 | Bohaterscy łowcy                 | Paul Edwards          | Andrew Dabb                       | 28 listopada 2012    | 15 grudnia 2019 |
| Sam, Dean i Castiel (który postanowił zostać łowcą) badają serię dziwnych śmierci, których źródło inspiracji można znaleźć w kreskówkach. |    |                                 |                                  |                       |                                   |                      |                 |
| 158 | 9  | Citizen Fang                    | Obywatel Kieł                    | Nick Copus            | Daniel Loflin                     | 5 grudnia 2012       | 15 grudnia 2019 |
| 159 | 10 | Torn and Frayed                 | Udręczony                        | Robert Singer         | Jenny Klein                       | 16 stycznia 2013     | 15 grudnia 2019 |
| 160 | 11 | LARP and the Real Girl          | Larp i dziewczyna                | Jeannot Szwarc        | Robbie Thompson                   | 23 stycznia 2013     | 15 grudnia 2019 |
| 161 | 12 | As time goes by                 | Z biegiem lat                    | Serge Ladouceur       | Adam Glass                        | 30 stycznia 2013     | 15 grudnia 2019 |
| 162 | 13 | Everyone Hates Hitler           | Golem                            | Phil Sgriccia         | Ben Edlund                        | 6 lutego 2013        | 15 grudnia 2019 |
| 163 | 14 | Trial and error                 | Do trzech razy                   | Kevin Parks           | Andrew Dabb                       | 13 lutego 2013       | 15 grudnia 2019 |
| 164 | 15 | Man’s Best Friend With Benefits | Najlepsza przyjaciółka człowieka | John Showalter        | Brad Buckner, Eugenie Ross-Leming | 20 lutego 2013       | 15 grudnia 2019 |
| 165 | 16 | Remember The Titan              | Wspomnijmy tytanów               | Steve Boyum           | Daniel Loflin                     | 27 lutego 2013       | 15 grudnia 2019 |
| W Great Falls w stanie Montana pewien mężczyzna zostaje śmiertelnie potrącony. Następnego dnia, mężczyzna powraca do życia. Sam i Dean dowiadują się o tym z gazety. Kolejnego dnia ten sam mężczyzna zostaje znaleziony martwy, zabity przez niedźwiedzia. Sam i Dean postanawiają zająć się sprawą. Gdy go odwiedzają, mężczyzna odżywa i mówi im, że ma na imię Shane i nie pamięta kim jest oraz o tym że codziennie umiera i wraca do życia. Po tym jak w nocy atakuje go tajemnicza kobieta, bracia ustalają, że jest to grecki tytan Prometeusz, który został ukarany przez Zeusa za oddanie ludziom ognia a kobieta to Artemida, bogini łowów która ma za zadanie go zniszczyć. Sprawy komplikują się kiedy znajoma Shane’a, Hayley, przyprowadza chłopca Oliviera, który jest synem Prometeusza i tak jak jego ojciec jest przeklęty. Sam i Dean decydują się przyzwać Zeusa i zmusić go, aby zdjął klątwę z chłopca. |    |                                 |                                  |                       |                                   |                      |                 |
| 166 | 17 | Goodbye Stranger                | Żegnaj nieznajomy                | Thomas J. Wright      | Robbie Thompson                   | 20 marca 2013        | 15 grudnia 2019 |
| 167 | 18 | Freaks and Geeks                | Dziwolągi i kujony               | John F. Showalter     | Adam Glass                        | 27 marca 2013        | 15 grudnia 2019 |
| 168 | 19 | Taxi Driver                     | Taksówkarz                       | Guy Bee               | Brad Buckner, Eugenie Ross-Leming | 3 kwietnia 2013      | 15 grudnia 2019 |
| 169 | 20 | Pac-Man Fever                   | Pac-Man Fever                    | Robert Singer         | Robbie Thompson                   | 24 kwietnia 2013     | 15 grudnia 2019 |
| 170 | 21 | The Great Escapist              | Wielki marzyciel                 | Robert Duncan McNeill | Ben Edlund                        | 1 maja 2013          | 15 grudnia 2019 |
| 171 | 22 | Clip Show                       | Powtórki                         | Thomas J. Wright      | Andrew Dabb                       | 8 maja 2013          | 15 grudnia 2019 |
| 172 | 23 | Sacrifice                       | Poświęcenie                      | Phil Sgriccia         | Jeremy Carver                     | 15 maja 2013         | 15 grudnia 2019 |

## Seria dziewiąta (2013–2014)
W lutym 2013 roku stacja The CW potwierdziła przedłużenie serialu o kolejną serię. Premierowy odcinek 9 sezonu Nie z tego świata, pomimo wcześniejszych zapowiedzi, nie został wyemitowany 15 października 2013 roku, a 8 października 2013 roku.
W tym sezonie aktor Misha Collins ponownie awansował do głównej obsady serialu, wyreżyserował również jeden z odcinków serii. Planowane było również stworzenie spin-offu dla serialu, a za jego potencjalnego pilota miał służyć odcinek 20 pod tytułem Bloodlines, jednakże stacja telewizyjna ostatecznie nie zdecydowała się na podjęcie projektu. W tym sezonie do swych ról powrócili między innymi Felicia Day w roli Charlie, Kim Rhodes jako szeryf Jody Mills oraz Jim Beaver (Bobby Singer).
| 173 | 1  | I Think I’m Gonna Like It Here | Będzie mi się tu podobać        | John Showalter      | Jeremy Carver                     | 8 października 2013  | 15 grudnia 2019 |
| Sam umiera w wyniku obrażeń jakie zadały mu próby i śnią mu się konwersacje z Bobbym i Deanem. Dean, w desperacji wzywa anioły o pomoc. Na jego wołanie odpowiada dwóch z nich – jeden, który chce zabić Castiela oraz Ezekiel, który deklaruje swą pomoc. Dean zabija drugiego anioła. Ezekiel próbuje uleczyć Sama, lecz ponieważ jego zdrowie również jest nadszarpnięte, nie jest w stanie. Jedynym rozwiązaniem które oferuje jest opętanie Sama, na co Dean bardzo niechętnie się godzi. Ezekiel wchodzi więc do głowy Sama i podstępem przekonuje go, aby powiedział Tak i stał się jego naczyniem. Następnie Ezekiel po przedyskutowaniu sprawy z Deanem, usuwa Samowi wspomnienia z całego dnia i pozwala Samowi przejąć kontrolę, podczas gdy on sam pozostaje w tajemnicy, powoli lecząc zarówno Sama, jak i siebie. W tym czasie Castiel, pozbawiony swej łaski błąka się po Ziemi. Po drodze na stację spotyka anioła Haela, która wydaje się szukać porady.                         |    |                                |                                 |                     |                                   |                      |                 |
| 174 | 2  | Devil May Care                 | Niech Cię diabli                | Guy Bee             | Andrew Dabb                       | 15 października 2013 | 15 grudnia 2019 |
| Sam i Dean zabierają Crowleya do siedziby Ludzi Słów, gdzie więzią go w ciemnościach, z nadzieją, że w końcu się złamie i poda imiona demonów działających na Ziemi. W tym czasie Abaddon, który wciąż opętuje Josie Sands rozpoczyna wdrażać swój plan zostania władcą piekła. By uznać jej władzę, demony postawiły jej ultimatum – musi udowodnić, że Crowley nie żyje. Tak więc z pomocą trzech demonów porywa dwóch łowców, aby zwabić Sama i Deana w pułapkę, mając nadzieję, że wyjawią miejsce pobytu Crowleya. |    |                                |                                 |                     |                                   |                      |                 |
| 175 | 3  | I’m No Angel                   | Nie jestem aniołem              | Kevin Hooks         | Brad Buckner, Eugenie Ross-Leming | 22 października 2013 | 15 grudnia 2019 |
| Ezekiel przejmuję kontrolę nad Samem, aby poinformować Deana, że upadłe anioły organizują się w poszukiwaniach Castiela. Dean oraz Sam wyruszają więc na poszukiwania Cassa. W tym czasie frakcja aniołów pod przewodnictwem Bartłomieja, byłego sprzymierzeńca Naomi, używa pomocy jednego z wyznawców Kościoła, aby zachęcić ludzi do zgadzania się na zostanie naczyniami. |    |                                |                                 |                     |                                   |                      |                 |
| 176 | 4  | Slumber Party                  | Po drugiej stronie tęczy        | Robert Singer       | Robbie Thompson                   | 29 października 2013 | 15 grudnia 2019 |
| W 1935 roku Dorothy Gale przynosi do siedziby Ludzi Słów złapaną przez siebie Złą Czarownicę z Zachodu z nadzieją znalezienia sposobu na jej zabicie. Jednak sytuacja zmusza ją do uwięzienia siebie i wiedźmy razem, w słoju, aby powstrzymać ją od powrotu do krainy Oz. W czasach obecnych Winchesterowie odnajdują w bunkrze bardzo stary komputer, który jest w stanie lokalizować anioły, więc wzywają Charlie, aby pomogła im go obsłużyć. W międzyczasie, przez przypadek, Dean potrąca słój, uwalniając Dorothy i Wiedźmę. |    |                                |                                 |                     |                                   |                      |                 |
| 177 | 5  | Dog Dean Afternoon             | Pieskie popołudnie Dean’a       | Tim Andrew          | Eric Charmelo, Nicole Snyder      | 5 listopada 2013     | 15 grudnia 2019 |
| Gdy taksydermista zostaje zamordowany w wyjątkowo nieludzki sposób, Sam namawia Deana do przeprowadzenia śledztwa. Gdy wkrótce dochodzi do innego dziwnego morderstwa w okolicy i po raz kolejny świadkiem całego zdarzenia jest ten sam pies taksydermisty, Dean i Sam decydują się na rzucenie zaklęcia które umożliwiłoby porozumienie się z psem. |    |                                |                                 |                     |                                   |                      |                 |
| 178 | 6  | Heaven Can’t Wait              | Niebo nie zaczeka               | Rob Spera           | Robert Berens                     | 12 listopada 2013    | 15 grudnia 2019 |
| Castiel, który pracuje obecnie w sklepie, znajduje w gazecie informacje na temat podejrzanie wyglądającej serii samobójstw. Dzwoni więc do Deana, proponując zbadanie sprawy. Podczas gdy Dean decyduje się wyruszyć samotnie na spotkanie z Castielem, Sam i Kevin pracują nad oczytaniem Tablicy aniołów, która przez zaklęcie rzucone przez Metatrona, stała się dla Kevina kompletnie nieczytelna. |    |                                |                                 |                     |                                   |                      |                 |
| 179 | 7  | Bad Boys                       | Niegrzeczni chłopcy             | Kevin Parks         | Adam Glass                        | 19 listopada 2013    | 15 grudnia 2019 |
| Do Deana dzwoni stary znajomy – Sonny, który prowadzi ośrodek dla zbuntowanych, prosząc go o pomoc w zbadaniu tajemniczego zabójstwa swojego współpracownika. Sam odkrywa, że Dean spędził swojego czasu w ośrodku dwa miesiące jako karę za kradzież jedzenia. |    |                                |                                 |                     |                                   |                      |                 |
| 180 | 8  | Rock and a Hard Place          | Między młotem a kowadłem        | John MacCarthy      | Jenny Klein                       | 26 listopada 2013    | 15 grudnia 2019 |
| W trakcie śledztwa dotyczącego tajemniczych zaginięć wiernych pewnego lokalnego kościoła i jasnych błysków światła, szeryf Jody Mills dzwoni do Sama i Deana z prośbą o pomoc w śledztwie. Sam i Dean podejrzewają o porwania smoki i w związku z tym zostają członkami kościoła. Tam Dean spotyka swoją ulubioną gwiazdę porno, a Sam z panią szeryf odkrywają, że ci którzy zostali porwani złamali swoje śluby czystości. |    |                                |                                 |                     |                                   |                      |                 |
| 181 | 9  | Holy Terror                    | Święty terror                   | Thomas J. Wright    | Eugenie Ross-Leming, Brad Buckner | 3 grudnia 2013       | 15 grudnia 2019 |
| Wojna pomiędzy dwoma frakcjami aniołów rozgorzała na dobre – jedna grupa dowodzona przez Bartłomieja a druga przez Malachiego – obie grupy chcą być tą która będzie rządzić Niebem. Sam i Dean badają sprawę, spotykając przy okazji Castiela, jednakże Ezekiel przymusza Deana, aby go odesłał. W desperacji Castiel modli się o pomoc, na co zjawia się anioł Muriel, która nie bierze udziału w konflikcie. Castiel prosi ją o informacje, ale chwilę później oboje zostają odnalezieni przez ludzi Malachiego, którzy zabijają Muriel i porywają Castiela. Malachi torturuje Castiela, aby zdobyć informacje o Metatronie, wyjawiając po drodze, jak wiele że podczas upadku wiele aniołów zginęło, w tym Ezekiel. Później Castiel oszukuje innego z aniołów i kradnie jego łaskę, odzyskując w ten sposób swoje anielskie zdolności. Po ucieczce przekazuje Deanowi zdobyte informacje. W tym czasie Metatron kilkakrotnie kontaktuje się z aniołem Sama, próbując namówić go do współpracy. |    |                                |                                 |                     |                                   |                      |                 |
| 182 | 10 | Road Trip                      | Wycieczka                       | Robert Singer       | Andrew Dabb                       | 14 stycznia 2014     | 15 grudnia 2019 |
| Metatron zleca Gadreelowi dwa kolejne morderstwa. Tymczasem w bunkrze Castiel informuje Deana o metodzie tortur aniołów stosowanych przez Crowleya, które mogłoby być również sposobem porozmawiania bezpośrednio z Samem. Następnie cała trójka jednoczy siły i odnajduje Gadreela. |    |                                |                                 |                     |                                   |                      |                 |
| 183 | 11 | First Born                     | Pierworodny                     | John Badham         | Robbie Thompson                   | 21 stycznia 2014     | 15 grudnia 2019 |
| Crowley pomaga Deanowi odnaleźć Pierwsze Ostrze, jedyną znaną broń zdolną zabić Abaddona. W tym celu udaje im się odnaleźć Kaina, pierwotnego właściciela. |    |                                |                                 |                     |                                   |                      |                 |
| 184 | 12 | Sharp Teet                     | Ostre kły                       | John Showalter      | Adam Glass                        | 28 stycznia 2014     | 15 grudnia 2019 |
| 185 | 13 | The Purge                      | Noc oczyszczenia                | Phil Sgriccia       | Eric Charmelo, Nicole Snyder      | 4 lutego 2014        | 15 grudnia 2019 |
| 186 | 14 | Captives                       | Zniewoleni                      | Jerry Wanek         | Robert Berens                     | 25 lutego 2014       | 15 grudnia 2019 |
| 187 | 15 | #THINMAN                       | #W pogoni za cieniem            | Jeannot Szwarc      | Jenny Klein                       | 4 marca 2014         | 15 grudnia 2019 |
| 188 | 16 | Blade Runners                  | Poszukiwacze zaginionego ostrza | Serge Ladouceur     | Brad Buckner, Eugenie Ross-Leming | 18 marca 2014        | 15 grudnia 2019 |
| 189 | 17 | Mother’s Little Helper         | Mały pomagier mamusi            | Misha Collins       | Adam Glass                        | 25 marca 2014        | 15 grudnia 2019 |
| 190 | 18 | Meta Fiction                   | Meta fikcja                     | Thomas J. Wright    | Robbie Thompson                   | 15 kwietnia 2014     | 15 grudnia 2019 |
| 191 | 19 | Alex Annie Alexis Ann          | Alex Annie Alexis Ann           | Stefan Pleszczynski | Robert Berens                     | 22 kwietnia 2014     | 15 grudnia 2019 |
| 192 | 20 | Bloodlines                     | Rodziny                         | Robert Singer       | Andrew Dabb                       | 29 kwietnia 2014     | 15 grudnia 2019 |
| 193 | 21 | King of the Damned             | Król potępionych                | P.J. Pesce          | Brad Buckner, Eugenie Ross-Leming | 6 maja 2014          | 15 grudnia 2019 |
| 194 | 22 | Stairway to Heaven             | Schody do nieba                 | Guy Bee             | Andrew Dabb                       | 13 maja 2014         | 15 grudnia 2019 |
| 195 | 23 | Do You Believe in Miracles?    | Wierzysz w cuda?                | Thomas J. Wright    | Jeremy Carver                     | 20 maja 2014         | 15 grudnia 2019 |

## Seria dziesiąta (2014–2015)
Dnia 13 lutego 2014 The CW oficjalnie zamówiła 10. sezon Nie z tego świata. Seria miała swoją premierę 7 października 2014 roku, a dzień wcześniej wyemitowany został odcinek specjalny podsumowujący fabułę poprzednich sezonów.
| №   | Nr | Tytuł                      | Tytuł polski                       | Reżyseria             | Scenariusz                        | Premiera (The CW)    | Premiera w Polsce (Amazon Prime Video Polska) |
| --- | -- | -------------------------- | ---------------------------------- | --------------------- | --------------------------------- | -------------------- | --------------------------------------------- |
| 196 | 1  | Black                      | Czarni                             | Robert Singer         | Jeremy Carver                     | 7 października 2014  | 15 grudnia 2019                               |
| 197 | 2  | Reichenbach                | Reichenbach                        | Thomas J. Wright      | Andrew Dabb                       | 14 października 2014 | 15 grudnia 2019                               |
| 198 | 3  | Soul Survivor              | Ocalona dusza                      | Jensen Ackles         | Brad Buckner, Eugenie Ross-Leming | 21 października 2014 | 15 grudnia 2019                               |
| 199 | 4  | Paper Moon                 | Papierowy księżyc                  | Jeannot Szwarc        | Adam Glass                        | 28 października 2014 | 15 grudnia 2019                               |
| 200 | 5  | Fan Fiction                | Fanfic                             | Phil Sgriccia         | Robbie Thompson                   | 11 listopada 2014    | 15 grudnia 2019                               |
| 201 | 6  | Ask Jeeves                 | Spytaj Jeeves’a                    | John MacCarthy        | Eric Carmelo, Nicole Snyder       | 18 listopada 2014    | 15 grudnia 2019                               |
| 202 | 7  | Girls, Girls, Girls        | Dziewczyny, dziewczyny, dziewczyny | Robert Singer         | Robert Berens                     | 25 listopada 2014    | 15 grudnia 2019                               |
| 203 | 8  | Hibbing 911                | Hibbing 9-1-1                      | Tim Andrew            | Jenny Klein, Phil Sgriccia        | 2 grudnia 2014       | 15 grudnia 2019                               |
| 204 | 9  | The Things We Left Behind  | Rzeczy, które zostawiliśmy         | Guy Bee               | Andrew Dabb                       | 9 grudnia 2014       | 15 grudnia 2019                               |
| 205 | 10 | The Hunter Games           | Igrzyska łowców                    | John Badham           | Eugenie Ross-Leming, Brad Buckner | 20 stycznia 2015     | 15 grudnia 2019                               |
| 206 | 11 | There’s No Place Like Home | Nie ma to jak w domu               | Phil Sgriccia         | Robbie Thompson                   | 27 stycznia 2015     | 15 grudnia 2019                               |
| 207 | 12 | About a Boy                | Był sobie chłopiec                 | Serge Ladouceur       | Adam Glass                        | 3 lutego 2015        | 15 grudnia 2019                               |
| 208 | 13 | Halt & Catch Fire          | Wstrzymaj i stań w ogniu           | John Showalter        | Eric Charmelo, Nicole Snyder      | 10 lutego 2015       | 15 grudnia 2019                               |
| 209 | 14 | The Executioner’s Song     | Katowska pieśń                     | Phil Sgriccia         | Robert Berens                     | 17 lutego 2015       | 15 grudnia 2019                               |
| 210 | 15 | The Things They Carried    | Rzeczy, które wynieśli             | John Badham           | Jenny Klein                       | 18 marca 2015        | 15 grudnia 2019                               |
| 211 | 16 | Paint It Black             | Malowana zbrodnia                  | John Showalter        | Brad Buckner, Eugenie Ross-Leming | 25 marca 2015        | 15 grudnia 2019                               |
| 212 | 17 | Inside Man                 | Wtyczka                            | Rashaad Ernesto Green | Andrew Dabb                       | 1 kwietnia 2015      | 15 grudnia 2019                               |
| 213 | 18 | Book of the Damned         | Księga potępieńców                 | P.J. Pesce            | Robbie Thompson                   | 15 kwietnia 2015     | 15 grudnia 2019                               |
| 214 | 19 | The Werther Project        | Projekt Werther                    | Stefan Pleszczynski   | Robert Berens                     | 22 kwietnia 2015     | 15 grudnia 2019                               |
| 215 | 20 | Angel Heart                | Anielskie serce                    | Steve Boyum           | Robbie Thompson                   | 29 kwietnia 2015     | 15 grudnia 2019                               |
| 216 | 21 | Dark Dynasty               | Mroczna dynastia                   | Robert Singer         | Brad Buckner, Eugenie Ross-Leming | 6 maja 2015          | 15 grudnia 2019                               |
| 217 | 22 | The Prisoner               | Więzień                            | Thomas J. Wright      | Andrew Dabb                       | 13 maja 2015         | 15 grudnia 2019                               |
| 218 | 23 | Brother’s Keeper           | Opiekun brata                      | Phil Sgriccia         | Jeremy Carver                     | 20 maja 2015         | 15 grudnia 2019                               |

## Seria jedenasta (2015–2016)
Dnia 11 stycznia 2015 roku ogłoszono, że serial prolongowany został o 11. sezon.
| №   | Nr | Tytuł                              | Tytuł polski              | Reżyseria             | Scenariusz                        | Premiera (The CW)    | Premiera w Polsce (Amazon Prime Video Polska) |
| --- | -- | ---------------------------------- | ------------------------- | --------------------- | --------------------------------- | -------------------- | --------------------------------------------- |
| 219 | 1  | Out of the Darkness, Into the Fire | Z ciemności w ogień       | Robert Singer         | Jeremy Carver                     | 7 października 2015  | 15 grudnia 2019                               |
| 220 | 2  | Form and Void                      | Bezład i pustkowie        | Phil Sgriccia         | Andrew Dabb                       | 14 października 2015 | 15 grudnia 2019                               |
| 221 | 3  | The Bad Seed                       | Mroczne nasienie          | Jensen Ackles         | Brad Buckner, Eugenie Ross-Leming | 21 października 2015 | 15 grudnia 2019                               |
| 222 | 4  | Baby                               | Baby                      | Thomas J. Wright      | Robbie Thompson                   | 28 października 2015 | 15 grudnia 2019                               |
| 223 | 5  | Thin Lizzie                        | Thin Lizzie               | Rashaad Ernesto Green | Nancy Won                         | 4 listopada 2015     | 15 grudnia 2019                               |
| 224 | 6  | Our Little World                   | Nasz mały świat           | John Showalter        | Robert Berens                     | 11 listopada 2015    | 15 grudnia 2019                               |
| 225 | 7  | Plush                              | Plush                     | Tim Andrew            | Eric Charmelo, Nicole Snyder      | 18 listopada 2015    | 15 grudnia 2019                               |
| 226 | 8  | Just My Imagination                | Tylko w wyobraźni         | Richard Speight Jr.   | Jenny Klein                       | 2 grudnia 2015       | 15 grudnia 2019                               |
| 227 | 9  | O Brother Where Art Thou?          | Bracie, gdzie jesteś?     | Robert Singer         | Eugenie Ross-Leming, Brad Buckner | 9 grudnia 2015       | 15 grudnia 2019                               |
| 228 | 10 | The Devil in the Details           | Diabeł tkwi w szczegółach | Thomas J. Wright      | Andrew Dabb                       | 20 stycznia 2016     | 15 grudnia 2019                               |
| 229 | 11 | Into the Mystic                    | Wgłąb tajemnicy           | John Badham           | Robbie Thompson                   | 27 stycznia 2016     | 15 grudnia 2019                               |
| 230 | 12 | Don’t You Forget About Me          | Nie zapomnij o mnie       | Stefan Pleszczynski   | Nancy Won                         | 3 lutego 2016        | 15 grudnia 2019                               |
| 231 | 13 | Love Hurts                         | Miłość rani               | Phil Sgriccia         | Eric Charmelo, Nicole Snyder      | 10 lutego 2016       | 15 grudnia 2019                               |
| 232 | 14 | The Vessel                         | Okręt                     | John Badham           | Robert Berens                     | 17 lutego 2016       | 15 grudnia 2019                               |
| 233 | 15 | Beyond the Mat                     | Poza ringiem              | Jerry Wanek           | John Bring, Andrew Dabb           | 24 lutego 2016       | 15 grudnia 2019                               |
| 234 | 16 | Safe House                         | Dom                       | Stefan Pleszczynski   | Robbie Thompson                   | 23 marca 2016        | 15 grudnia 2019                               |
| 235 | 17 | Red Meat                           | Czerwone mięso            | Nina Lopez-Corrado    | Robert Berens, Andrew Dabb        | 30 marca 2016        | 15 grudnia 2019                               |
| 236 | 18 | Hell’s Angel                       | Anioł piekieł             | Phil Sgriccia         | Brad Buckner, Eugenie Ross-Leming | 6 kwietnia 2016      | 15 grudnia 2019                               |
| 237 | 19 | The Chitters                       | Cykady                    | Eduardo Sánchez       | Nancy Won                         | 27 kwietnia 2016     | 15 grudnia 2019                               |
| 238 | 20 | Don’t Call Me Shurley              | Nie mów tak do mnie       | Robert Singer         | Robbie Thompson                   | 4 maja 2016          | 15 grudnia 2019                               |
| 239 | 21 | All in the Family                  | Wszystko w rodzince       | Thomas J. Wright      | Eugenie Ross-Leming, Brad Buckner | 11 maja 2016         | 15 grudnia 2019                               |
| 240 | 22 | We Happy Few                       | Garstka szczęśliwców      | John Badham           | Robert Berens                     | 18 maja 2016         | 15 grudnia 2019                               |
| 241 | 23 | Alpha and Omega                    | Alfa i omega              | Phil Sgriccia         | Andrew Dabb                       | 25 maja 2016         | 15 grudnia 2019                               |

## Seria dwunasta (2016–2017)
| №   | Nr | Tytuł                             | Tytuł polski                                    | Reżyseria           | Scenariusz                        | Premiera (The CW)    | Premiera w Polsce (Amazon Prime Video Polska) |
| --- | -- | --------------------------------- | ----------------------------------------------- | ------------------- | --------------------------------- | -------------------- | --------------------------------------------- |
| 242 | 1  | Keep Calm and Carry On            | Spokojnie i do przoduDziałaj, byle spokojnie    | Phil Sgriccia       | Andrew Dabb                       | 13 października 2016 | 15 grudnia 2019                               |
| 243 | 2  | Mamma Mia                         | Mamma Mia                                       | Thomas J. Wright    | Brad Buckner, Eugenie Ross-Leming | 20 października 2016 | 15 grudnia 2019                               |
| 244 | 3  | The Foundry                       | OdlewniaKuźnia                                  | Robert Singer       | Robert Berens                     | 27 października 2016 | 15 grudnia 2019                               |
| 245 | 4  | American Nightmare                | Amerykański koszmar                             | John Showalter      | Davy Perez                        | 3 listopada 2016     | 15 grudnia 2019                               |
| 246 | 5  | The One You’ve Been Waiting For   | Ten, na którego czekaszTen, na którego czekałeś | Nina Lopez-Corrado  | Meredith Glynn                    | 10 listopada 2016    | 15 grudnia 2019                               |
| 247 | 6  | Celebrating the Life of Asa Fox   | Ku pamięci Asy Fox’aŻywot Asy                   | John Badham         | Steven Yockey                     | 17 listopada 2016    | 15 grudnia 2019                               |
| 248 | 7  | Rock Never Dies                   | Rock nie umiera nigdyRock jest wieczny          | Eduardo Sánchez     | Robert Berens                     | 1 grudnia 2016       | 15 grudnia 2019                               |
| 249 | 8  | LOTUS                             | LOTUS                                           | Phil Sgriccia       | Eugenie Ross-Leming, Brad Buckner | 8 grudnia 2016       | 15 grudnia 2019                               |
| 250 | 9  | First Blood                       | Pierwsza krew                                   | Robert Singer       | Andrew Dabb                       | 26 stycznia 2017     | 15 grudnia 2019                               |
| 251 | 10 | Lily Sunder Has Some Regrets      | Lily Sunder żałujeLily Sunder pełna żalu        | Thomas J. Wright    | Steve Yockey                      | 2 lutego 2017        | 15 grudnia 2019                               |
| 252 | 11 | Regarding Dean                    | W sprawie Dean’aSprawa Dean’a                   | John Badham         | Meredith Glynn                    | 9 lutego 2017        | 15 grudnia 2019                               |
| 253 | 12 | Stuck in the Middle (With You)    | Pośrodku z TobąRazem, ale w potrzasku           | Richard Speight Jr. | Davy Perez                        | 16 lutego 2017       | 15 grudnia 2019                               |
| 254 | 13 | Family Feud                       | FamiliadaRodzinne waśnie                        | P.J. Pesce          | Brad Buckner, Eugenie Ross-Leming | 23 lutego 2017       | 15 grudnia 2019                               |
| 255 | 14 | The Raid                          | Nalot                                           | John MacCarthy      | Robert Berens                     | 2 marca 2017         | 15 grudnia 2019                               |
| 256 | 15 | Somewhere Between Heaven and Hell | Między niebem, a piekłem                        | Nina Lopez-Corrado  | Davy Perez                        | 9 marca 2017         | 15 grudnia 2019                               |
| 257 | 16 | Ladies Drink Free                 | Darmowe drinki dla pańPanie piją za darmo       | Amyn Kaderali       | Meredith Glynn                    | 30 marca 2017        | 15 grudnia 2019                               |
| 258 | 17 | The British Invasion              | Brytyjska inwazja                               | John Showalter      | Eugenie Ross-Leming, Brad Buckner | 6 kwietnia 2017      | 15 grudnia 2019                               |
| 259 | 18 | The Memory Remains                | Wspomnienie pozostajePamięć pozostaje           | Phil Sgriccia       | John Bring                        | 13 kwietnia 2017     | 15 grudnia 2019                               |
| 260 | 19 | The Future                        | Przyszłość                                      | Amanda Tapping      | Robert Berens, Meredith Glynn     | 27 kwietnia 2017     | 15 grudnia 2019                               |
| 261 | 20 | Twigs & Twine & Tasha Banes       | Zaplątana Tasha BanesBlef, bliźniak, Banes      | Richard Speight Jr. | Steve Yockey                      | 4 maja 2017          | 15 grudnia 2019                               |
| 262 | 21 | There’s Something About Mary      | W czym Mary problemSposób na blondynkę          | P.J. Pesce          | Brad Buckner, Eugenie Ross-Leming | 11 maja 2017         | 15 grudnia 2019                               |
| 263 | 22 | Who We Are                        | Kim jesteśmy                                    | John Showalter      | Robert Berens                     | 18 maja 2017         | 15 grudnia 2019                               |
| 264 | 23 | All Along the Watchtower          | A oto przybywają jezdniNaokoło strażnicy        | Robert Singer       | Andrew Dabb                       | 18 maja 2017         | 15 grudnia 2019                               |

1. 1 2 3 4 5 6 7 8 9 10 11 12 13 14  Tytuł opracowany przez Master Film dla Amazon Prime Video Polska czytany przez lektora.
2. 1 2 3 4 5 6 7 8 9 10 11 12 13 14  Tytuł opracowany przez Master Film dla Amazon Prime Video Polska pisany w wersji z napisami.

## Seria trzynasta (2017–2018)
| 265 | 1  | Lost and Found            | Zgubiony, znalezionyBiuro rzeczy znalezionych    | Phil Sgriccia       | Andrew Dabb                       | 12 października 2017 | 15 grudnia 2019 |
| 266 | 2  | The Rising Son            | Synu, powstańWyrostek                            | Thomas J. Wright    | Eugenie Ross-Leming, Brad Buckner | 19 października 2017 | 15 grudnia 2019 |
| 267 | 3  | Patience                  | Cierpliwość                                      | Robert Singer       | Robert Berens                     | 26 października 2017 | 15 grudnia 2019 |
| 268 | 4  | The Big Empty             | PustkaWielka pustka                              | John Badham         | Meredith Glynn                    | 2 listopada 2017     | 15 grudnia 2019 |
| 269 | 5  | Advanced Thanatology      | Tanatologia zaawansowanaWyższa thanatologia      | John Showalter      | Steve Yockey                      | 9 listopada 2017     | 15 grudnia 2019 |
| 270 | 6  | Tombstone                 | Tombstone                                        | Nina Lopez-Corrado  | Davy Perez                        | 16 listopada 2017    | 15 grudnia 2019 |
| 271 | 7  | War of the Worlds         | Wojna światów                                    | Richard Speight Jr. | Eugenie Ross-Leming, Brad Buckner | 23 listopada 2017    | 15 grudnia 2019 |
| 272 | 8  | The Scorpion and the Frog | Skorpion i żaba                                  | Robert Singer       | Meredith Glynn                    | 30 listopada 2017    | 15 grudnia 2019 |
| 273 | 9  | The Bad Place             | Złe miejsce                                      | Phil Sgriccia       | Robert Berens                     | 7 grudnia 2017       | 15 grudnia 2019 |
| 274 | 10 | Wayward Sisters           | Niesforne siostrySiostry Wayward                 | Phil Sgriccia       | Robert Berens, Andrew Dabb        | 18 stycznia 2018     | 15 grudnia 2019 |
| 275 | 11 | Breakdown                 | Załamanie                                        | Amyn Kaderali       | Davy Perez                        | 15 stycznia 2018     | 15 grudnia 2019 |
| 276 | 12 | Various & Sundry Villains | Złoczyńcy wszelkiej maściRozmaici złoczyńcy      | Amanda Tapping      | Steve Yockey                      | 1 lutego 2018        | 15 grudnia 2019 |
| 277 | 13 | Devil’s Bargain           | Interes z diabłemPakt z diabłem                  | Eduardo Sánchez     | Eugenie Ross-Leming, Brad Buckner | 8 lutego 2018        | 15 grudnia 2019 |
| 278 | 14 | Good Intentions           | Dobre intencje                                   | P.J. Pesce          | Meredith Glynn                    | 1 marca 2018         | 15 grudnia 2019 |
| 279 | 15 | A Most Holy Man           | Najświętszy człowiekPrzenajświętszy człowiek     | Amanda Tapping      | Andrew Dabb, Robert Singer        | 8 marca 2018         | 15 grudnia 2019 |
| 280 | 16 | Scoobynatural             | Scooby Doo nie z tego świataZe świata Scooby Doo | Robert Singer       | Jim Krieg, Jeremy Adams           | 29 marca 2018        | 15 grudnia 2019 |
| Historia przedstawiona w odcinku jest rozszerzoną wersją fabuły zawartej w 16 odcinku serialu Scooby Doo, gdzie jesteś? pt. Milion w spadku po upiornym dziadku. |    |                           |                                                  |                     |                                   |                      |                 |
| 281 | 17 | The Thing                 | Coś                                              | John Showalter      | Davy Perez                        | 5 kwietnia 2018      | 15 grudnia 2019 |
| 282 | 18 | Bring ’em Back Alive      | Bezpieczny powrótSprowadźcie ich żywych          | Amyn Kaderali       | Eugenie Ross-Leming, Brad Buckner | 12 kwietnia 2018     | 15 grudnia 2019 |
| 283 | 19 | Funeralia                 | Funeralia                                        | Nina Lopez-Corrado  | Steve Yockey                      | 19 kwietnia 2018     | 15 grudnia 2019 |
| 284 | 20 | Unfinished Business       | Niedokończone sprawy                             | Richard Speight Jr. | Meredith Glynn                    | 26 kwietnia 2018     | 15 grudnia 2019 |
| 285 | 21 | Beat the Devil            | Pokonać diabła                                   | Phil Sgriccia       | Robert Berens                     | 3 maja 2018          | 15 grudnia 2019 |
| 286 | 22 | Exodus                    | Eksodus                                          | Thomas J. Wright    | Eugenie Ross-Leming, Brad Buckner | 10 maja 2018         | 15 grudnia 2019 |
| 287 | 23 | Let the Good Times Roll   | Dobre czasyNiech nadejdą dobre czasy             | Robert Singer       | Andrew Dabb                       | 17 maja 2018         | 15 grudnia 2019 |

1. 1 2 3 4 5 6 7 8 9 10 11  Tytuł opracowany przez Master Film dla Amazon Prime Video Polska czytany przez lektora.
2. 1 2 3 4 5 6 7 8 9 10 11  Tytuł opracowany przez Master Film dla Amazon Prime Video Polska pisany w wersji z napisami.

## Seria czternasta (2018–2019)
| №   | Nr | Tytuł                      | Tytuł polski                           | Reżyseria           | Scenariusz                        | Premiera (The CW)    | Premiera w Polsce (Amazon Prime Video Polska) |
| --- | -- | -------------------------- | -------------------------------------- | ------------------- | --------------------------------- | -------------------- | --------------------------------------------- |
| 288 | 1  | Stranger in a Strange Land | Obcy w obcym krajuObcy w obcym świecie | Thomas J. Wright    | Andrew Dabb                       | 11 października 2018 | 15 grudnia 2019                               |
| 289 | 2  | Gods and Monsters          | Bogowie i potwory                      | Richard Speight Jr. | Brad Buckner, Eugenie Ross-Leming | 18 października 2018 | 15 grudnia 2019                               |
| 290 | 3  | The Scar                   | Blizna                                 | Robert Singer       | Robert Berens                     | 25 października 2018 | 15 grudnia 2019                               |
| 291 | 4  | Mint Condition             | Horror na żywoW idealnym stanie        | Amyn Kaderali       | Davy Perez                        | 1 listopada 2018     | 15 grudnia 2019                               |
| 292 | 5  | Nightmare Logic            | Logika koszmaruKoszmarna logika        | Darren Grant        | Meredith Glynn                    | 8 listopada 2018     | 15 grudnia 2019                               |
| 293 | 6  | Optimism                   | Myślenie pozytywne                     | Richard Speight Jr. | Steve Yockey                      | 15 listopada 2018    | 15 grudnia 2019                               |
| 294 | 7  | Unhuman Nature             | Nieludzka natura                       | John Showalter      | Eugenie Ross-Leming, Brad Buckner | 29 listopada 2018    | 15 grudnia 2019                               |
| 295 | 8  | Byzantium                  | Bizancjum                              | Eduardo Sánchez     | Meredith Glynn                    | 6 grudnia 2018       | 15 grudnia 2019                               |
| 296 | 9  | The Spear                  | Włócznia                               | Amyn Kaderali       | Robert Berens                     | 13 grudnia 2018      | 15 grudnia 2019                               |
| 297 | 10 | Nihilism                   | Nihilizm                               | Amanda Tapping      | Steve Yockey                      | 17 stycznia 2019     | 15 grudnia 2019                               |
| 298 | 11 | Damaged Goods              | ZwichrowanyUszkodzony towar            | Phil Sgriccia       | Davy Perez                        | 24 stycznia 2019     | 15 grudnia 2019                               |
| 299 | 12 | Prophet and Loss           | ProrokProrok i strata                  | Thomas J. Wright    | Brad Buckner, Eugenie Ross-Leming | 31 stycznia 2019     | 15 grudnia 2019                               |
| 300 | 13 | Lebanon                    | Lebanon                                | Robert Singer       | Andrew Dabb, Meredith Glynn       | 7 lutego 2019        | 15 grudnia 2019                               |
| 301 | 14 | Ouroboros                  | Uroboros                               | Amyn Kaderali       | Steve Yockey                      | 7 marca 2019         | 15 grudnia 2019                               |
| 302 | 15 | Peace of Mind              | Spokój ducha                           | Phil Sgriccia       | Meghan Fitzmartin, Steve Yockey   | 14 marca 2019        | 15 grudnia 2019                               |
| 303 | 16 | Don’t Go in the Woods      | Nie wchodź do lasuNie wchodzić do lasu | John Fitzpatrick    | Davy Perez, Nick Vaught           | 21 marca 2019        | 15 grudnia 2019                               |
| 304 | 17 | Game Night                 | Wieczór gier                           | John Showalter      | Meredith Glynn                    | 4 kwietnia 2019      | 15 grudnia 2019                               |
| 305 | 18 | Absence                    | Nieobecność                            | Nina Lopez-Corrado  | Robert Berens                     | 11 kwietnia 2019     | 15 grudnia 2019                               |
| 306 | 19 | Jack in the Box            | Jack w skrzyniJack w trumnie           | Robert Singer       | Eugenie Ross-Leming, Brad Bucker  | 18 kwietnia 2019     | 15 grudnia 2019                               |
| 307 | 20 | Moriah                     | Moriah                                 | Phil Sgriccia       | Andrew Dabb                       | 25 kwietnia 2019     | 15 grudnia 2019                               |

1. 1 2 3 4 5 6 7  Tytuł opracowany przez Master Film dla Amazon Prime Video Polska czytany przez lektora.
2. 1 2 3 4 5 6 7  Tytuł opracowany przez Master Film dla Amazon Prime Video Polska pisany w wersji z napisami.

## Seria piętnasta (2019–2020)
| №   | Nr | Tytuł                            | Tytuł polski                          | Reżyseria           | Scenariusz                        | Premiera (The CW)    | Premiera w Polsce (Amazon Prime Video Polska) |
| --- | -- | -------------------------------- | ------------------------------------- | ------------------- | --------------------------------- | -------------------- | --------------------------------------------- |
| 308 | 1  | Back and to the Future           | Z powrotem i ku przyszłości           | John Showalter      | Andrew Dabb                       | 10 października 2019 | 15 lipca 2020                                 |
| 309 | 2  | Raising Hell                     | Piekło na Ziemi                       | Robert Singer       | Brad Buckner, Eugenie Ross-Leming | 17 października 2019 | 15 lipca 2020                                 |
| 310 | 3  | The Rupture                      | Wyrwa                                 | Charles Beeson      | Robert Berens                     | 24 października 2019 | 15 lipca 2020                                 |
| 311 | 4  | Atomic Monsters                  | Atomowe potwory                       | Jensen Ackles       | Davy Perez                        | 7 listopada 2019     | 15 lipca 2020                                 |
| 312 | 5  | Proverbs 17:3                    | Księga Przysłów, rozdział 13, wers 3  | Richard Speight Jr. | Steve Yockey                      | 14 listopada 2019    | 15 lipca 2020                                 |
| 313 | 6  | Golden Time                      | Złote czasy                           | John Showalter      | Meredith Glynn                    | 21 listopada 2019    | 15 lipca 2020                                 |
| 314 | 7  | Last Call                        | Ostatnia kolejka                      | Amyn Kaderali       | Jeremy Adams                      | 5 grudnia 2019       | 15 lipca 2020                                 |
| 315 | 8  | Our Father, Who Aren’t in Heaven | Ojcze nasz, który nie jesteś w niebie | Richard Speight Jr. | Eugenie Ross-Leming, Brad Buckner | 12 grudnia 2019      | 15 lipca 2020                                 |
| 316 | 9  | The Trap                         | Pułapka                               | Robert Singer       | Robert Berens                     | 16 stycznia 2020     | 15 lipca 2020                                 |
| 317 | 10 | The Heroes’ Journey              | Ścieżka bohaterów                     | John Showalter      | Andrew Dabb                       | 23 stycznia 2020     | 15 lipca 2020                                 |
| 318 | 11 | The Gamblers                     | Hazardziści                           | Charles Beeson      | Meredith Glynn, Davy Perez        | 30 stycznia 2020     | 15 lipca 2020                                 |
| 319 | 12 | Galaxy Brain                     | Galaktyczny mózg                      | Richard Speight Jr. | Meredith Glynn, Robert Berens     | 16 marca 2020        | 15 lipca 2020                                 |
| 320 | 13 | Destiny’s Child                  | Dziecko przeznaczenia                 | Amyn Kaderali       | Brad Buckner, Eugenie Ross-Leming | 23 marca 2020        | 15 lipca 2020                                 |
| 321 | 14 | Last Holiday                     | Ostatnie święta                       | Eduardo Sánchez     | Jeremy Adams                      | 8 października 2020  | 16 grudnia 2020                               |
| 322 | 15 | Gimme Shelter                    | Daj mi schronienie                    | Matt Cohen          | Davy Perez                        | 15 października 2020 | 16 grudnia 2020                               |
| 323 | 16 | Drag Me Away (From You)          | Z dala od Ciebie                      | Amyn Kaderali       | Meghan Fitzmartin                 | 22 października 2020 | 16 grudnia 2020                               |
| 324 | 17 | Unity                            | Jedność                               | Catriona McKenzie   | Meredith Glynn                    | 29 października 2020 | 16 grudnia 2020                               |
| 325 | 18 | Despair                          | Rozpacz                               | Richard Speight Jr. | Robert Berens                     | 5 listopada 2020     | 16 grudnia 2020                               |
| 326 | 19 | Inherit the Earth                | Odziedziczą Ziemię                    | John Showalter      | Eugenie Ross-Leming, Brad Buckner | 12 listopada 2020    | 16 grudnia 2020                               |
| 327 | 20 | Carry On                         | Walcz dalej                           | Robert Singer       | Andrew Dabb                       | 19 listopada 2020    | 16 grudnia 2020                               |

## Odcinki specjalne
| Nr | Tytuł                               | Narrator     | Wyemitowany pomiędzy                            | Premiera (The CW)   | Premiera w Polsce (Amazon Prime Video Polska) |
| -- | ----------------------------------- | ------------ | ----------------------------------------------- | ------------------- | --------------------------------------------- |
| S1 | A Very Special Supernatural Special | Rob Benedict | Do You Believe in Miracles? (9x23)Black (10x01) | 6 października 2014 | 15 grudnia 2019                               |
| S2 | The Long Road Home                  | –            | Inherit the Earth (15x19)Carry On (15x20)       | 19 listopada 2020   | nieemitowany                                  |